# Heidelberg
Heidelberg phát âm tiếng Đức: [ˈhaɪdəlbɛʁk] ⓘ là một thành phố lớn nằm cạnh sông Neckar ở tây-nam của nước Đức trong bang Baden-Württemberg. Thành phố nổi tiếng thế giới vì có phế tích Lâu đài Heidelberg và khu phố cổ cũng như là trường Đại học Heidelberg lâu đời nhất nước Đức và là một trong những điểm đến trong nước Đức được du khách từ khắp nơi trên thế giới ưa thích nhất. Heidelberg là thành phố cổ duy nhất còn nguyên vẹn của Đức sau Chiến tranh thế giới thứ hai.
Heidelberg là thành phố lớn thứ năm của bang Baden-Württemberg, sau Stuttart, Karlsruhe, Mannheim và Freiburg im Breisgau, nằm trong vùng Đại đô thị Rhein Neckar nổi tiếng đông dân cư. Vào năm 2011, có trên 149,000 người sống tại thành phố này.

## Địa lý

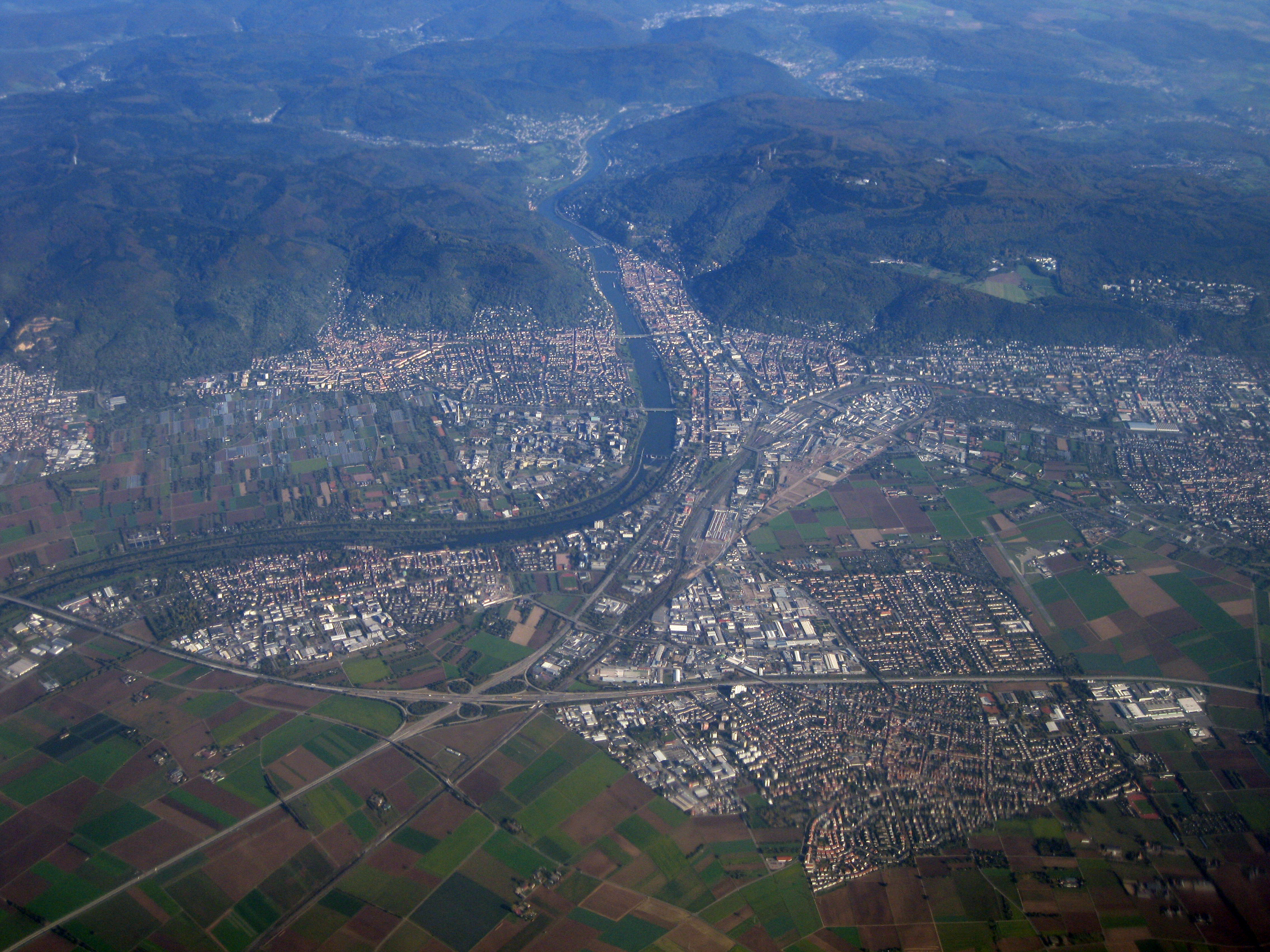
Heidelberg và vùng phụ cận

Heidelberg nằm một phần trong vùng đồng bằng Thượng Rhein, phần lớn ở tả ngạn của hạ lưu sông Neckar, được bao bọc bởi hai ngọn núi là Königsstuhl (568 m) và Gaisberg (375 m). Sông Neckar chảy qua Heidelberg từ đông sang tây. Ở tả ngạn sông Neckar là núi Heiligenberg (445 m). Các ngôi làng đóng tại đây từ thế kỉ 20 trải dài từ thung lũng sông Neckar dọc theo Bergstraße (Phố Núi), một con phố chạy xuyên qua các ngọn đồi thuộc Odenwald.
Heidelberg nằm trên trục đường bộ châu Âu E1 (từ Thụy Điển đến Umbria).

Các quận thuộc Heidelberg

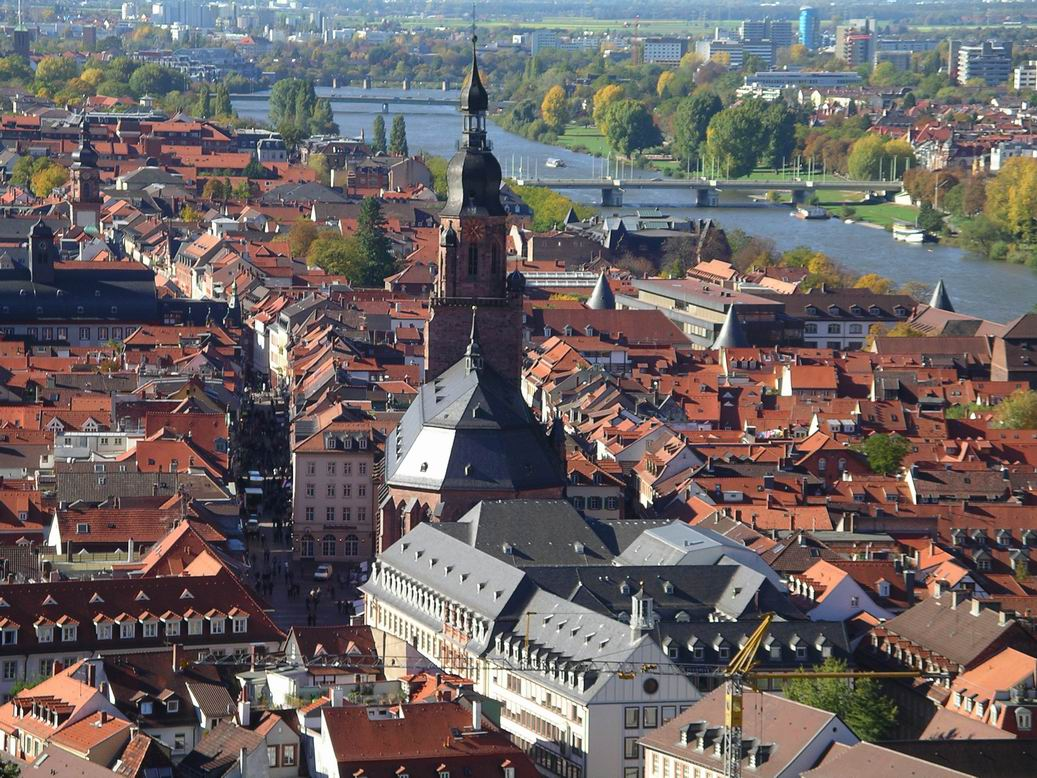
Khu Altstadt (Khu Thành Cũ) nhìn từ Lâu đài

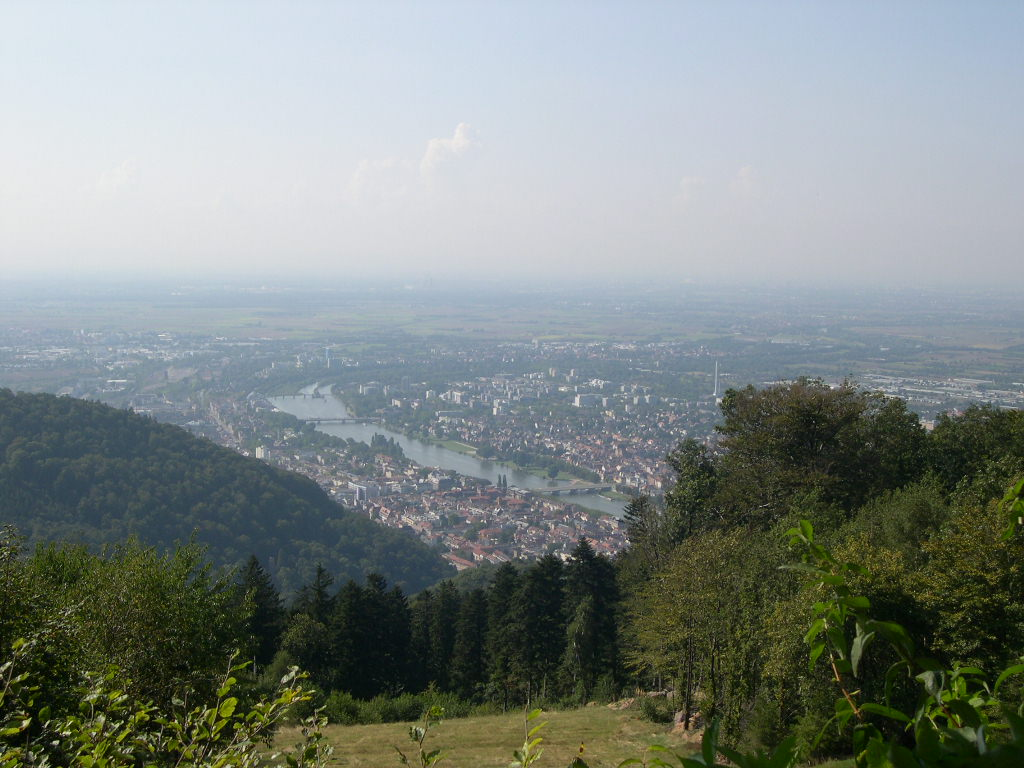
Heidelberg nhìn từ đỉnh Königstuhl.

### Hệ thực vật và động vật
Do Heidelberg nằm trong một trong những vùng ấm nhất của Đức nên một vài loại cây đặc biệt so với điều kiện của Trung Âu cũng tăng trưởng tại đây, thí dụ như cây hạnh, cây đa hay cây ôliu.
Dọc theo đường the Philosophenweg (có nghĩa là "Cung đường dạo bộ của các nhà triết học") về phía đối diện khu thành cũ, người ta bắt đầu trồng lại nho từ năm 2000.
Ngoài ra sinh sống tự do trong Heidelberg là quần thể loài chim két xanh châu Phi (Psittacula krameri)  cũng như là một quần thể ngỗng thiên nga (Anser cygnoides) trên các đảo trên sông Neckar trước Bergheim và trên các bãi cỏ sọc theo sông Neckar gần quận Bergheim. Loài ngỗng thiên nga này là loài được xếp vào loài động vật đang bị đe dọa.

### Cấu trúc hành chánh
Heidelberg là trụ sở của Hội đồng hành chánh huyện Rhein-Neckar trong vùng Rhein-Neckar. Thành phố trực thuộc tỉnh Karlsruhe. Heidelberg thuộc về vùng đô thị Rhein-Neckar - thường được gọi tên là Tam giác Rhein-Neckar. Đây là vùng đô thị bao gồm hai quận hành chính Mannheim và Heidelberg, nhiều phần của phía nam bang Hessen, các thị trấn phía tây và phía nam của bang Rhein-Neckar (Vorderpfalz), và các huyện phía nam của vùng Rhein-Neckar-Kreis. Tam giác Rhein-Neckar trở thành vùng đô thị châu Âu vào năm 2005.
Heidelberg là trung tâm của vùng Rhein-Neckar, bên cạnh Mannheim. Thành phố Heidelberg bao gồm 15 quận chia thành sáu phần trong phạm vi thành phố. Ở khu trung tâm là Altstadt (khu thành cũ), Bergheim và Weststadt; ở phía Bắc, là Neuenheim và Handschuhsheim; ở phía Đông là Ziegelhausen và Schlierbach; ở phía nam là Südstadt, Rohrbach, Emmertsgrund, và Boxberg; ở phía tây nam là Kirchheim; ở phía tây là Pfaffengrund, Wieblingen, và một quận mới được đặt tên là Bahnstadt, được xây dựng trên vùng đất thuộc Weststadt và Wieblingen. Quận mới này sẽ có khoảng 5.000 – 6.000 người sinh sống và tạo công ăn việc làm cho khoảng 7.000 người.

### Nội thành
Khu phố lâu đời nhất của Heidelberg là khu phố cổ, nằm giữa bờ nam của sông Neckar và núi Königsstuhl. Phần đông các thắng cảnh của Heidelberg như Lâu đài Heidelberg, đều nằm trong khu phố cổ. Ngoài khu phố cổ, nội thành Heidelberg bao gồm khu phố Heidelberg-Bergheim nằm về phía tây của khu phố cổ. Nguyên thủy làng Bergheim ngày xưa thật ra là còn lâu đời hơn cả khu phố cổ. Người ta đã tìm được nhiều di tích dân cư ngược dòng lịch sử cho đến thời gian đầu của Thời kỳ Đồ đá. Bergheim được nhắc đến lần đầu tiên trong các văn kiện năm 769. Năm 1392 làng Bergheim bị giải tỏa, dân cư bị bắt buộc phải chuyển sang sinh sống trong thành phố Heidelberg đang phát triển nhanh chóng thời đấy.

### Các khu vực xung quanh
Các thị trấn và xã dưới đây đều tiếp giáp xung quanh thành phố Heidelberg, bắt đầu từ phía tây và tính theo chiều kim đồng hồ là: Edingen-Neckarhausen, Dossenheim, Schriesheim, Wilhelmsfeld, Schönau, Neckargemünd, Bammental, Gaiberg, Leimen, Sandhausen, Oftersheim, Plankstadt, Eppelheim (tất cả đều là một phần của vùng Rhein-Neckar-Kreis) và thành phố Mannheim.

### Thời tiết
Heidelberg có khí hậu hải dương (Köppen climate classification Cfb), do nằm trong vùng thung lũng được bao bộc giữa hai khu rừng Pfälzerwald và Odenwald. Quanh năm, nhiệt độ điều hòa do các khối không khí biển đến từ phía tây. Ngược lại với khu vực Đồng bằng thượng lưu sông Rhine Plain ngay gần đó, vị trí của Heidelberg ở ngay trong thung lũng dẫn đến việc có nhiều gió hướng đông hơn bình thường. Các sườn đồi vùng Odenwald giúp tạo mây và mưa thường xuyên. Tháng Bảy là tháng nóng nhất, và tháng Một là tháng lạnh nhất. Nhiệt độ thường tăng cao hơn mức 30 °C (86 °F) vào giữa mùa hè. Theo Dịch vụ Khí tượng thủy văn Đức, Heidelberg là nơi nóng nhất nước Đức vào năm 2009.
| Dữ liệu khí hậu của Heidelberg          | Dữ liệu khí hậu của Heidelberg | Dữ liệu khí hậu của Heidelberg | Dữ liệu khí hậu của Heidelberg | Dữ liệu khí hậu của Heidelberg | Dữ liệu khí hậu của Heidelberg | Dữ liệu khí hậu của Heidelberg | Dữ liệu khí hậu của Heidelberg | Dữ liệu khí hậu của Heidelberg | Dữ liệu khí hậu của Heidelberg | Dữ liệu khí hậu của Heidelberg | Dữ liệu khí hậu của Heidelberg | Dữ liệu khí hậu của Heidelberg | Dữ liệu khí hậu của Heidelberg |
| Tháng                                   | 1                              | 2                              | 3                              | 4                              | 5                              | 6                              | 7                              | 8                              | 9                              | 10                             | 11                             | 12                             | Năm                            |
| --------------------------------------- | ------------------------------ | ------------------------------ | ------------------------------ | ------------------------------ | ------------------------------ | ------------------------------ | ------------------------------ | ------------------------------ | ------------------------------ | ------------------------------ | ------------------------------ | ------------------------------ | ------------------------------ |
| Trung bình ngày tối đa °C (°F)          | 3.8 (38.8)                     | 6.1 (43.0)                     | 10.9 (51.6)                    | 15.4 (59.7)                    | 19.9 (67.8)                    | 23.0 (73.4)                    | 25.5 (77.9)                    | 25.1 (77.2)                    | 21.5 (70.7)                    | 15.3 (59.5)                    | 8.5 (47.3)                     | 4.8 (40.6)                     | 15.0 (59.0)                    |
| Trung bình ngày °C (°F)                 | 2.4 (36.3)                     | 3.7 (38.7)                     | 7.4 (45.3)                     | 11.2 (52.2)                    | 15.5 (59.9)                    | 18.1 (64.6)                    | 20.6 (69.1)                    | 20.1 (68.2)                    | 16.1 (61.0)                    | 11.5 (52.7)                    | 6.3 (43.3)                     | 3.3 (37.9)                     | 11.4 (52.5)                    |
| Tối thiểu trung bình ngày °C (°F)       | −1.4 (29.5)                    | −0.7 (30.7)                    | 1.9 (35.4)                     | 4.9 (40.8)                     | 8.9 (48.0)                     | 12.2 (54.0)                    | 14.0 (57.2)                    | 13.8 (56.8)                    | 10.6 (51.1)                    | 6.7 (44.1)                     | 2.4 (36.3)                     | −0.4 (31.3)                    | 6.1 (42.9)                     |
| Lượng Giáng thủy trung bình mm (inches) | 56 (2.2)                       | 53 (2.1)                       | 53 (2.1)                       | 61 (2.4)                       | 79 (3.1)                       | 86 (3.4)                       | 71 (2.8)                       | 66 (2.6)                       | 53 (2.1)                       | 58 (2.3)                       | 66 (2.6)                       | 66 (2.6)                       | 770 (30.3)                     |
| Số giờ nắng trung bình tháng            | 46                             | 78                             | 118                            | 173                            | 206                            | 215                            | 233                            | 219                            | 157                            | 101                            | 50                             | 35                             | 1.631                          |
| Nguồn 1: Intellicast                    |                                |                                |                                |                                |                                |                                |                                |                                |                                |                                |                                |                                |                                |
| Nguồn 2: Deutscher Wetterdienst         |                                |                                |                                |                                |                                |                                |                                |                                |                                |                                |                                |                                |                                |

## Dân số

Tăng trưởng dân số Heidelberg

Dân số của thành phố Heidelberg vượt ngưỡng 100.000 người lần đầu tiên vào năm 1946. Đây là một thành phố với dân cư đến từ khắp nơi trên thế giới, bao gồm cả một trong những cộng đồng người Mỹ đông nhất bên ngoài lãnh thổ Bắc Mỹ, nhưng những thành phần này không được tính đến trong số liệu dân số của thành phố Heidelberg. Vào cuối tháng 12 năm 2011, thành phố đã có 149.633 người sinh sống thường trú chính thức tại Heidelberg (không bao gồm các binh lính và người làm việc trong quân đội Mỹ và gia đình, tổng cộng khoảng 20.000 người), một con số cao đáng kể trong lịch sử.
Bảng kê sau liệt kê số người sống trong khuôn khổ thành phố tại từng thời điểm. Cho tới năm 1833 các số liệu hầu như chỉ là ước tính, kể từ sau đó mới có kết quả điều tra dân số hoặc các cập nhật chính thức của văn phòng dữ liệu của thời điểm đó hoặc của hội đồng quản trị thành phố. Số liệu từ năm 1843 là số liệu "dân cư địa phương", từ năm 1925 là số liệu dân cư sinh sống tại địa bàn và từ năm 1987 là số liệu "dân cư sống thường trú tại tại khu vực". Trước năm 1843 dân số được xác định bằng các phương pháp thu thập dữ liệu không đồng nhất.
| Năm                   | Dân số |
| --------------------- | ------ |
| 1439                  | 5,200  |
| 1588                  | 6,300  |
| 1717                  | 4,800  |
| 1784                  | 10,754 |
| 1810                  | 10,312 |
| 1812                  | 9,826  |
| 1830                  | 13,345 |
| 3 tháng 12 năm 1852 ¹ | 14,564 |
| 3 tháng 12 năm 1858 ¹ | 15,600 |
| 3 tháng 12 năm 1861 ¹ | 16,300 |
| 3 tháng 12 năm 1864 ¹ | 17,666 |
| 3 tháng 12 năm 1867 ¹ | 18,300 |
| 1 tháng 12 năm 1871 ¹ | 19,983 |
| 1 tháng 12 năm 1875 ¹ | 22,334 |

| Năm                    | Dân số |
| ---------------------- | ------ |
| 1 tháng 12 năm 1880 ¹  | 24,417 |
| 1 tháng 12 năm 1885 ¹  | 26,900 |
| 1 tháng 12 năm 1890 ¹  | 31,739 |
| 2 tháng 12 năm 1895 ¹  | 35,190 |
| 1 tháng 12 năm 1900 ¹  | 40,121 |
| 11 tháng 12 năm 1905 ¹ | 49,527 |
| 1 tháng 12 năm 1910 ¹  | 56,016 |
| 1 tháng 12 năm 1916 ¹  | 47,554 |
| 5 tháng 12 năm 1917 ¹  | 47,483 |
| 8 tháng 10 năm 1919 ¹  | 60,831 |
| 16 tháng 6 năm 1925 ¹  | 73,034 |
| 16 tháng 6 năm 1933 ¹  | 84,641 |
| 17 tháng 5 năm 1939 ¹  | 86,467 |
| 31 tháng 12 năm 1945   | 95,811 |

| Năm                    | Dân số  |
| ---------------------- | ------- |
| 29 tháng 10 năm 1946 ¹ | 111,488 |
| 13 tháng 9 năm 1950 ¹  | 116,488 |
| 25 tháng 9 năm 1956 ¹  | 121,910 |
| 6 tháng 6 năm 1961 ¹   | 125,264 |
| 31 tháng 12 năm 1965   | 125,507 |
| 27 tháng 5 năm 1970 ¹  | 129,656 |
| 31 tháng 12 năm 1975   | 129,368 |
| 31 tháng 12 năm 1980   | 133,227 |
| 31 tháng 12 năm 1985   | 134,724 |
| 25 tháng 5 năm 1987 ¹  | 127,768 |
| 31 tháng 12 năm 1990   | 136,796 |
| 31 tháng 12 năm 1995   | 138,781 |
| 31 tháng 12 năm 2000   | 140,259 |
| 31 tháng 12 năm 2005   | 142,933 |

| Năm                  | Dân số  |
| -------------------- | ------- |
| 31 tháng 12 năm 2010 | 147,312 |
| 31 tháng 12 năm 2011 | 149,633 |
| 31 tháng 12 năm 2012 | 150,335 |

¹ Kết quả điều tra dân số
Với tỉ lệ sinh rơi vào 1.1 trẻ em chia cho trên đầu dân số nữ tại đây, vùng Stadtkreis, Heidelberg có tỉ lệ sinh thấp nhất trong bang Baden-Württemberg vào năm 2008.

## Chính trị
| Đợt bầu cử             | 2004     | 2004   | 2009     | 2009   | 2014     | 2014   |
| Đảng                   | Số phiếu | Số ghế | Số phiếu | Số ghế | Số phiếu | Số ghế |
| CDU                    | 25.9 %   | 11     | 20.1%    | 9      | 20.81%   | 10     |
| SPD                    | 21.6%    | 9      | 16.8%    | 7      | 17.26%   | 8      |
| Greens                 | -        | -      | 15.1%    | 6      | 19.67%   | 10     |
| Green Alternative List | 21.4%    | 9      | 10.2%    | 4      | 4.37%    | 2      |
| FDP                    | 6.8%     | 3      | 9.1%     | 4      | 4.36%    | 2      |
| Heidelberger           | 10.6%    | 4      | 8.6%     | 3      | 8.10%    | 4      |
| generation.hd          | 3.2%     | 1      | 5.8%     | 2      | 5.05%    | 2      |
| FWV                    | 4.5%     | 2      | 5.8%     | 2      | 3.34%    | 2      |
| Bunte Linke            | 3.1%     | 1      | 5.4%     | 2      | 3.75%    | 2      |
| HD P. u. E.            | -        | -      | 3.1%     | 1      | 2.72%    | 1      |
| Die Linke              | –        | –      | –        | –      | 4.08%    | 2      |
| AfD                    | –        | –      | –        | –      | 3.84%    | 2      |
| Pirates                | –        | –      | –        | –      | 2.64%    | 1      |
| Các đảng khác          | 2.8%     | 0      | 0%       | 0      | 0%       | 0      |
| Chung cuộc             | 50.5%    | 50.5%  | 48.8%    | 48.8%  | 51.29%   | 51.29% |

Kể từ năm 2006, Oberbürgermeister (vị trí thị trưởng thành phố) của Heidelberg là ông Eckart Würzner - một chính trị gia độc lập. Từ năm 1990 tới năm 2006, thị trưởng thành phố là ông Beate Weber (thuộc đảng SPD).
Hội đồng thành phố bao gồm 40 thành viên tình nguyện, cùng với thị trưởng đóng vai trò chủ tịch. Hội đồng thành phố được bầu cử trực tiếp cho từng nhiệm kì năm năm một lần. Nhiệm vụ của hội đồng thành phố là tham gia quyết định cùng với thị trưởng, chịu trách nhiệm cho mọi hoạt động xảy ra trong thành phố. Hội đồng thành phố kiểm soát việc quản trị đô thị và bao quát giám sát quá trình thực thi thừa hành các quyết định của hội đồng.
Heidelberg luôn là thành trì cứ điểm của Đảng Xanh. Trong cuộc bầu cử cấp địa phương vào năm 2009, đảng này đã tự phân đôi thành phe Green Alternative List và phe Alliance 90/The Greens, và mỗi phe tự đưa ra danh sách ứng cử viên của riêng mình. Tổng cộng họ đã giành được 10 ghế trong hội đồng và lần đầu tiên trở thành lực lượng mạnh nhất.
Sau cuộc bầu cử, những người đại biểu cho đảng Alliance 90/The Greens lập thành một phe liên minh với đảng generation.HD.
Vào tháng 9 năm 2011 hai thành viên Nhóm GAL Group tham gia cùng với Đảng Alliance 90/The Greens, do đó, tính đến nay, cùng với generation.HD, họ trở thành nhóm mạnh nhất trong hội đồng thành phố.

## Lịch sử

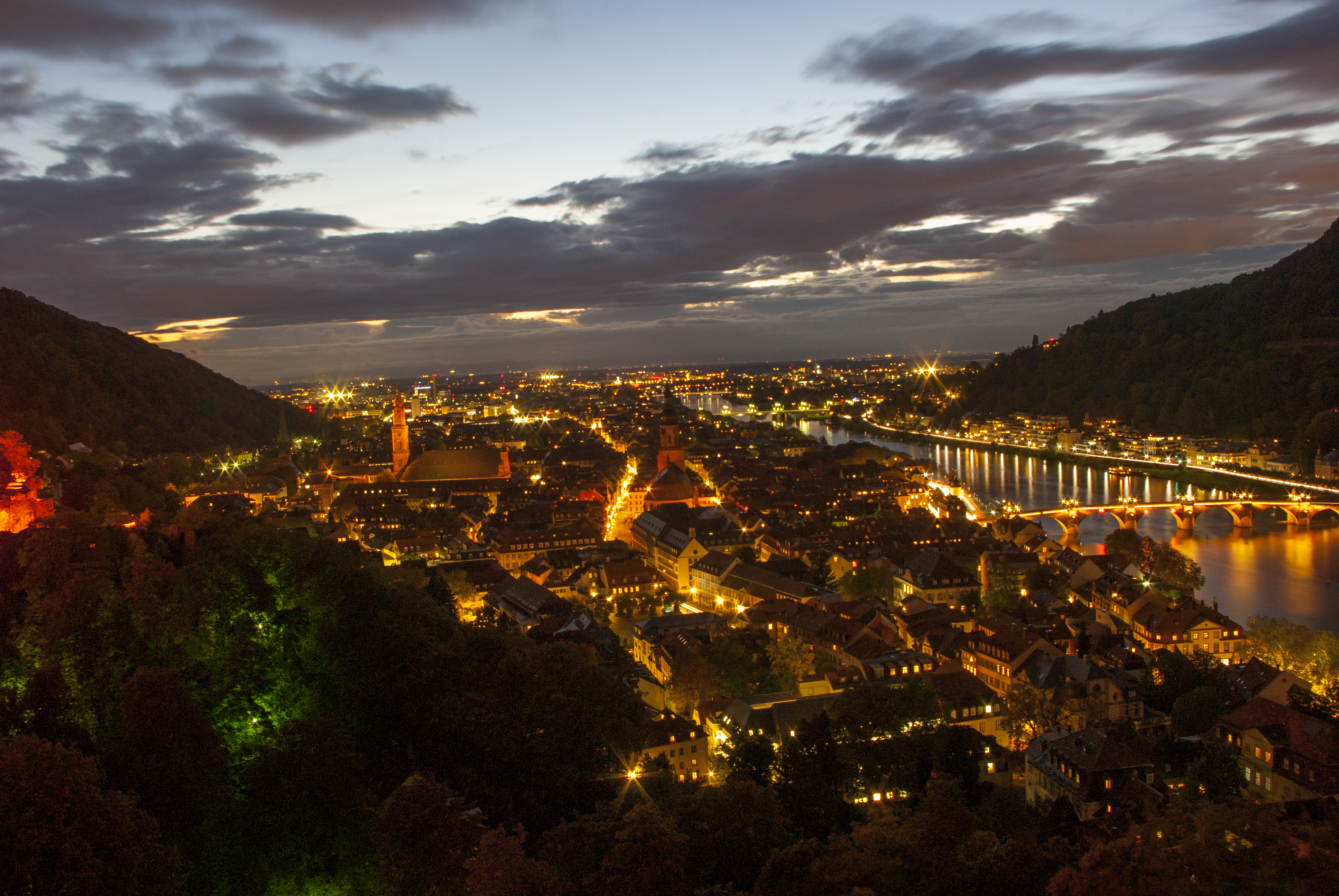
Heidelberg bên bờ sông Neckar trong đêm.

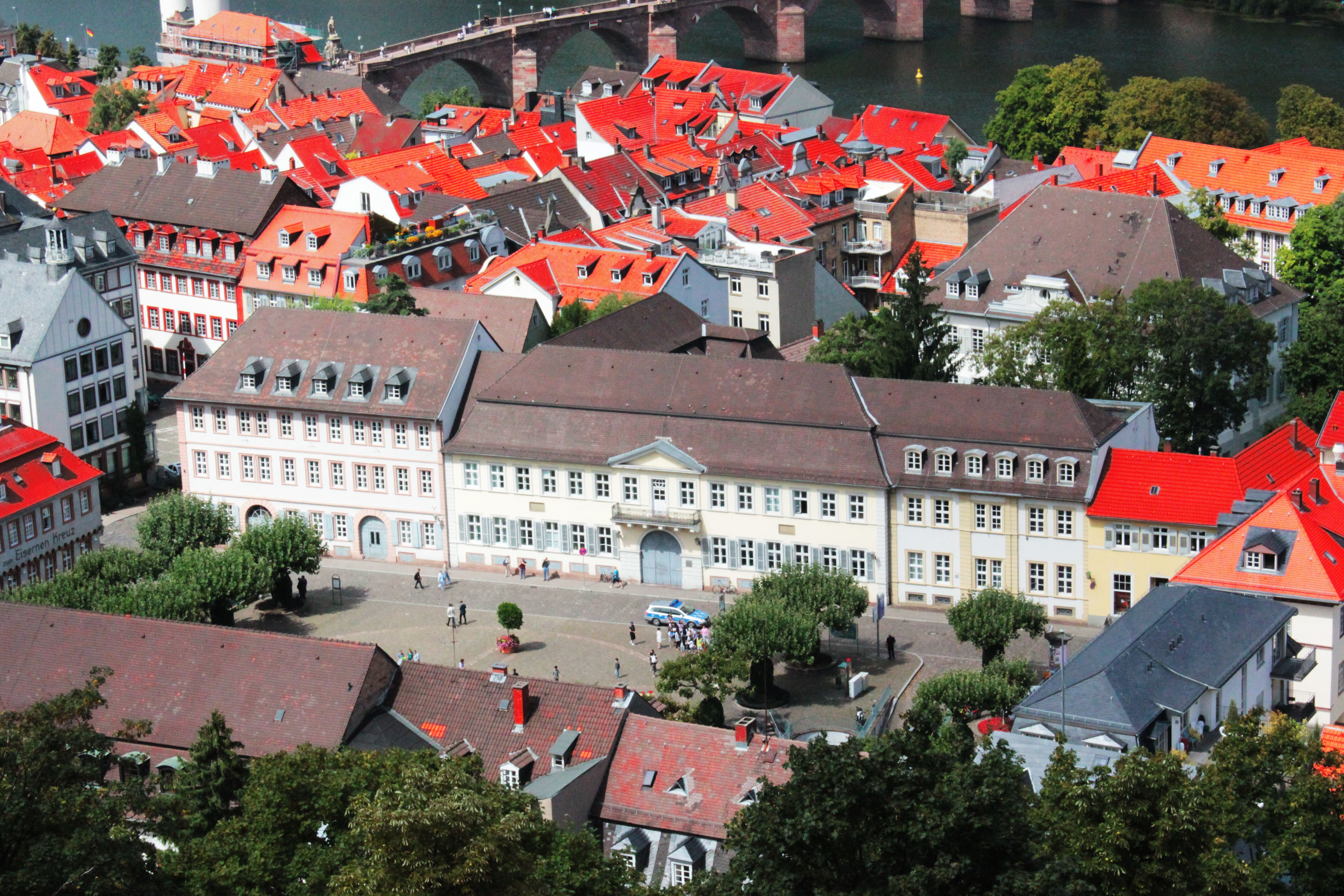
Quảng trường vua Karl (Karlsplatz) và sông Neckar với Cầu Cũ (Old Bridge) vắt qua sông.

### Buổi đầu lịch sử
Từ khoảng 600.000 năm tới 200.000 năm trước đây,một người cổ đại được gọi là "Người Heidelberg - Heidelberg Man" đã chết tại Mauer thuộc bang Baden gần đó. Xương hàm của Người Heidelberg đã được phát hiện vào năm 1907. Các biện pháp giám định niên đại khoa học đã xác nhận những di chỉ còn lại của Người Heidelberg là những bằng chứng sớm nhất về đời sống con người tại châu Âu. Vào thế kỉ thứ năm trước Công nguyên, một pháo đài của dân tị nạn và một địa điểm thờ cúng của người Celtic đã được xây dựng trên đỉnh Heiligenberg, còn gọi là "Ngọn núi thiên". Cả hai di tích này đến nay vẫn còn có thể nhận diện được. Vào năm 40 sau công nguyên, một pháo đài đã được xây dựng và được sử dụng bởi đoàn hệ Rô-man thứ 24 và đoàn hệ Cyrenaican thứ hai (CCG XXIIII and CCH II CYR). Người La Mã đã xây dựng và gìn giữ các castra (các trại quân đội thường trực) và một tòa tháp nổi bật bên bờ sông Neckar. Họ cũng xây một cây cầu bằng gỗ trên các cột đá bắc qua sông. Trại quân đội bảo vệ điểm định cư dân sự đầu tiên được phát triển tại đây. Người La Mã tồn tại tại đây cho tới năm 260 sau công nguyên, khi trại bị xâm lược và chiếm đóng bởi các bộ lạc Giéc-manh (Germanic tribes).

### Thời trung cổ
Có thể truy nguồn thành phố Heidelberg thời hiện đại trở lại thời kì ban đầu vào thế kỉ thứ năm. Làng Bergheim (dịch nghĩa "Nhà trên núi - Mountain Home") được nhắc đến lần đầu tiên thời kì này và được xây dựng từ năm 769 sau công nguyên. Làng Bergheim ngày nay nằm ngay chính giữa thành phố Heidelberg hiện đại. Người dân tại đây dần dần cải đạo qua đạo Thiên chúa giáo. Vào năm 863 sau công nguyên, tu viện nhà nguyên thánh Michael được thành lập trên đỉnh Núi Thánh Heiligenberg bên trong tòa thành đôi của pháo đài Celtic. Vào năm 1130, tu viện Neuburg được lập nên tại thung lũng sông Neckar. Đồng thời, vùng Địa phận giám mục Worms mở rộng sức ảnh hưởng đến tận vùng thung lũng này, thành lập nên Tu viện Schönau vào năm 1142. Thành phố Heidelberg hiện đại có gốc rễ từ nhà nguyện thế kỉ thứ 12 này. Lần đầu tiên Heidelberg được nhắc đến là trong một tài liệu tại Tu viện Schönau có niên đại từ năm 1196. Thời điểm này được coi như ngày thành lập nên thành phố. Vào năm 1155, lâu đài Heidelberg và những điểm định cư lân cận xung quanh đó đã bị đánh chiếm và rơi vào tay nhà Hohenstaufen. Bá tước của nhà Hohenstaufen trở thành Bá tước sứ quân của vùng sông Rhine - Count Palatine of the Rhine (tiếng Đức: Pfalzgraf bei Rhein). Vào năm 1195, ngôi vị Tuyển hầu tước vùng Palatinate được chuyển qua tay Gia tộc Welf thông qua hôn nhân. 

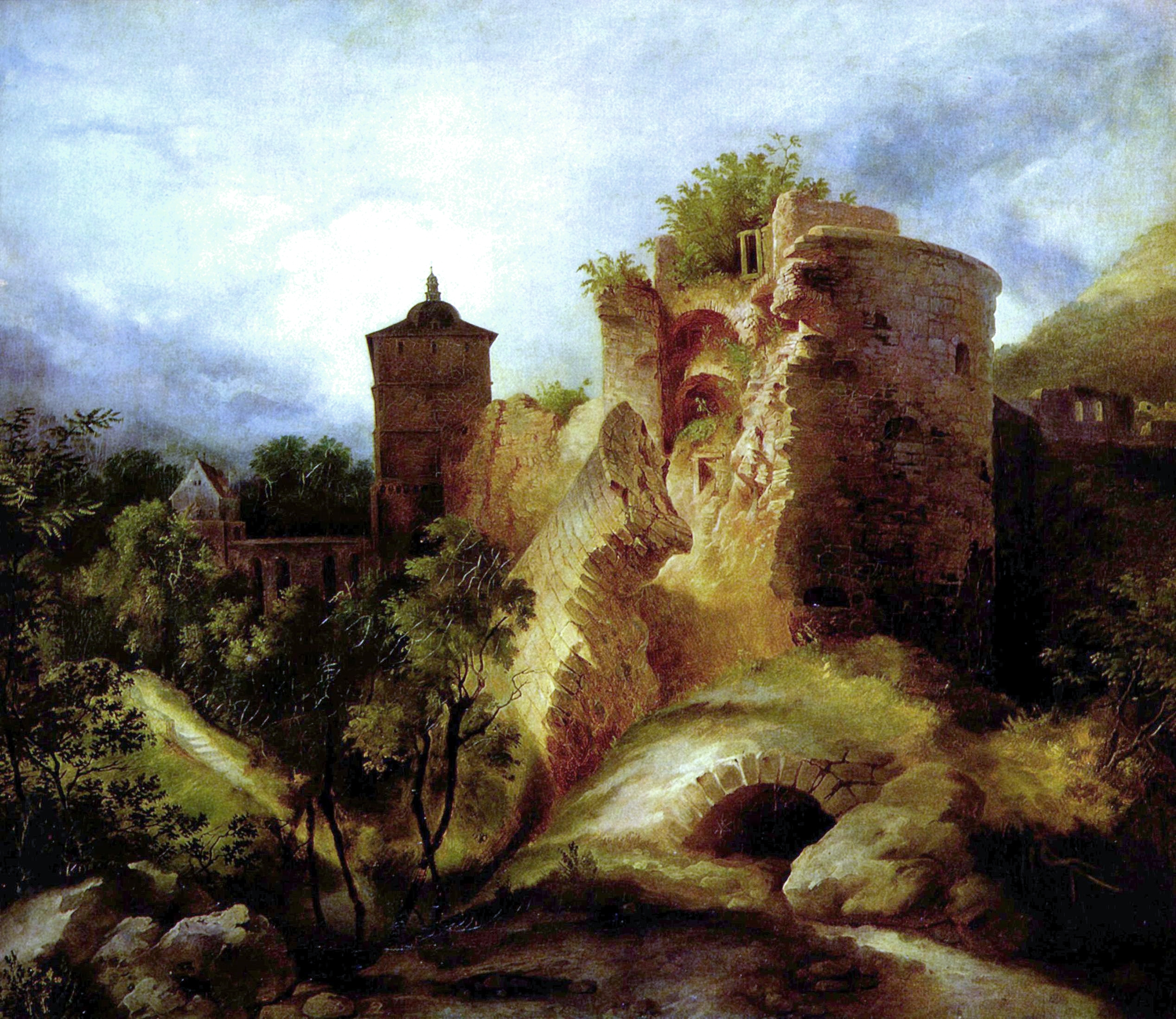
Lâu đài Heidelberg, ở đây được thể hiện qua tranh của Carl Blechen, đã bị người Pháp phá hủy trong chiến tranh giành quyền kế tục ngôi vị Tuyển hầu tước vùng Palatinate

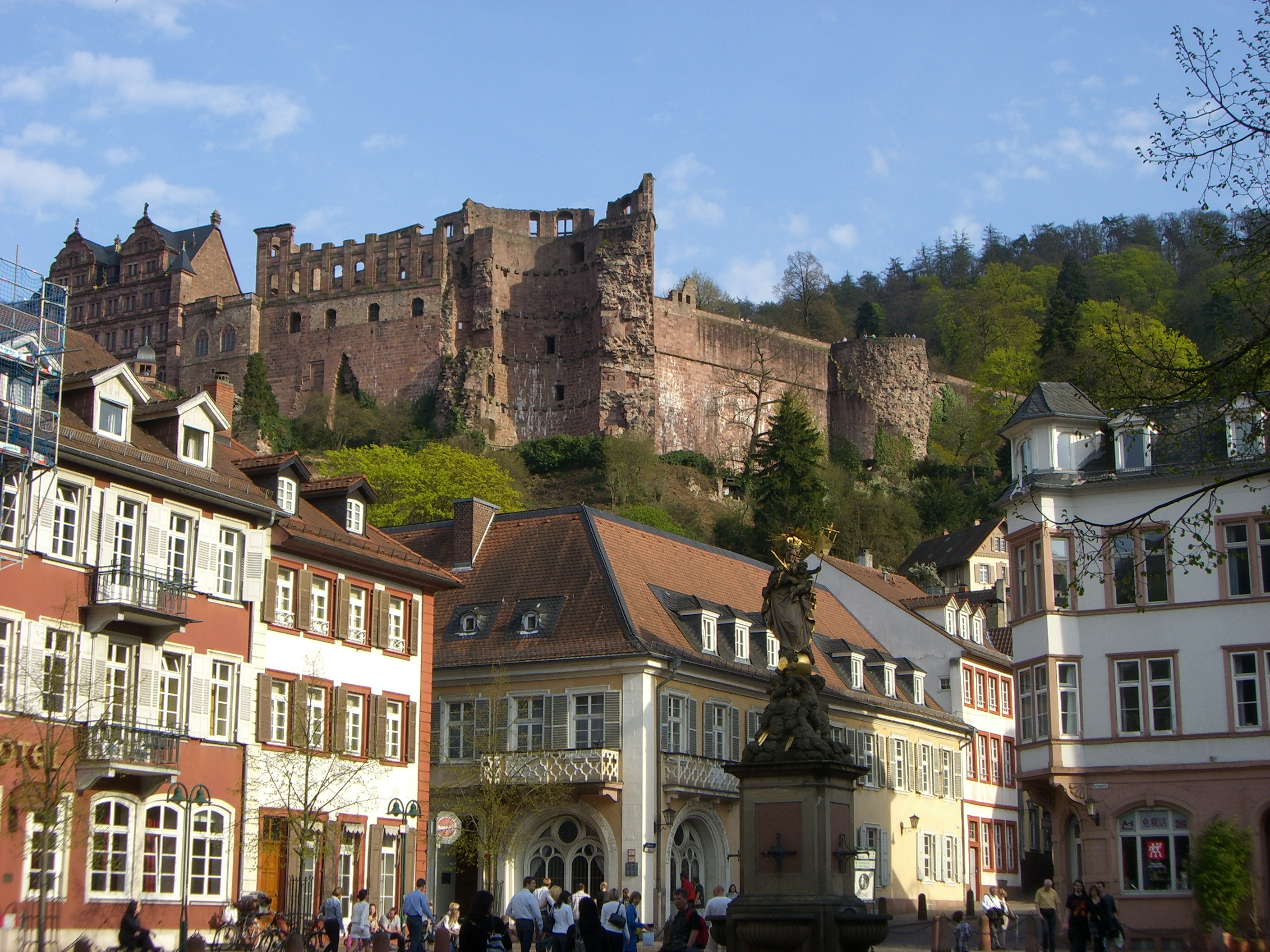
Cảnh lâu đài Heidelberg nhìn từ Kornmarkt (Chợ ngô - Corn Market)

 Vào năm 1225, Louis I, Công tước vùng Bavaria chiếm lấy vùng Palatinate, và hệ quả của cuộc xâm chiếm là lâu đài rơi vào quyền kiểm soát của ông. Cho tới năm 1303, một tòa lâu đài khác đã được xây dựng để phục vụ cho mục đích phòng thủ. Vào năm 1356, các Bá tước vùng Palatine được trao toàn quyền cai trị tại Golden Bull, ngoài ra còn được phong tước Tuyển hầu thân vương. Vào năm 1386, Đại học Heidelberg đã được thành lập dưới sắc lệnh của Rupert I, Tuyển hầu tước Palatine.

### Lịch sử hiện đại
Đại học Heidelberg đóng vai trò dẫn đầu trong thời đại của Chủ nghĩa nhân văn và Phong trào cải cách, và sự mâu thuẫn giữa học thuyết Lutheranism và học thuyết Calvinism, trong thế kỉ thứ 15 và 16. Thư viện Heidelberg, được thành lập vào năm 1421, là thư viện công cộng cổ nhất vẫn còn tồn tại tại Đức. Vào tháng 4 năm 1518, một vài tháng trước khi tuyên bố bản 95 luận cương nổi tiếng của mình, Martin Luther đã được nhận vào Đại học Heidelberg để bảo vệ các luận án này. Vào năm 1537, tòa lâu đài nằm trên đỉnh núi cao đã bị phá hủy trong một vụ nổ thuốc súng. Cung điện của Công tước đã được xây trên nền móng của lâu đài nằm dưới thấp. 

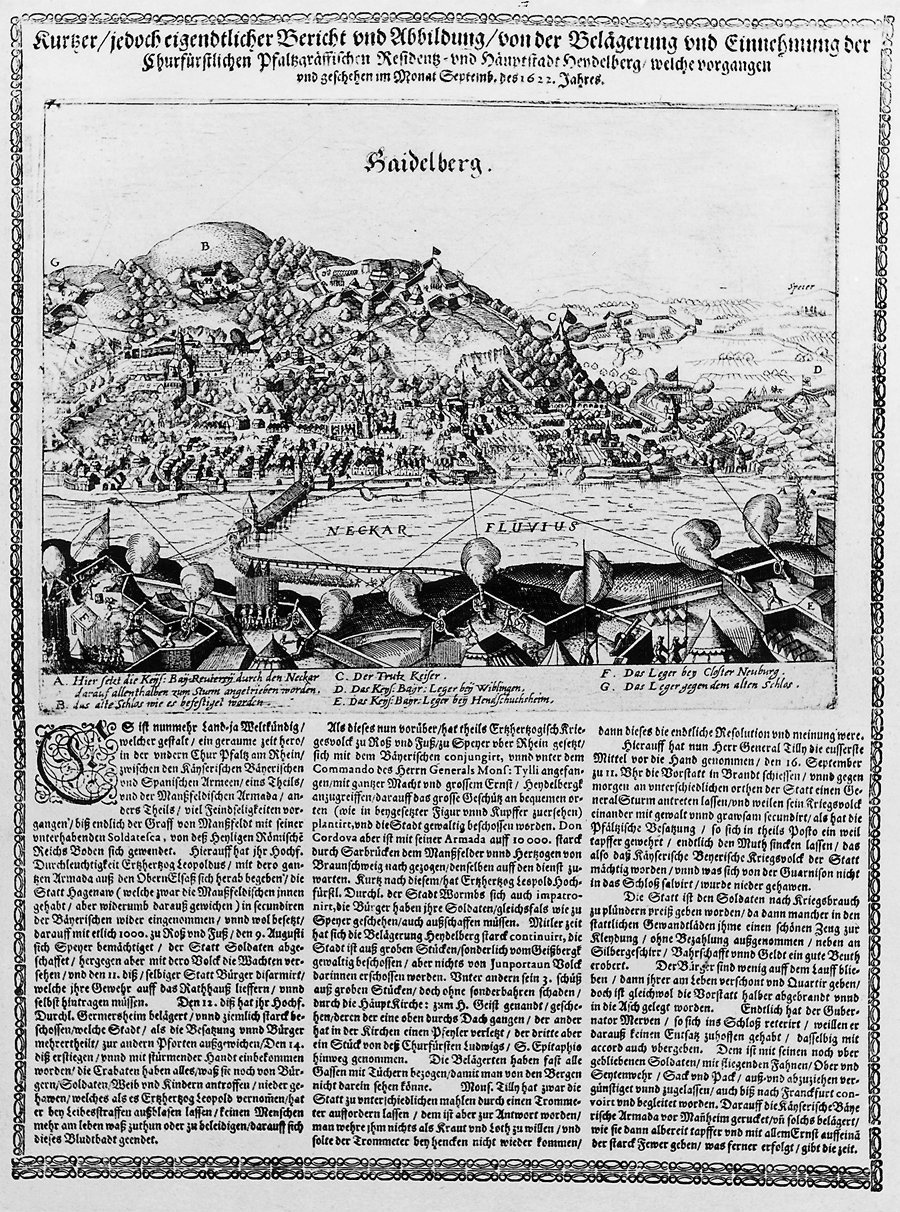
Cảnh vây hãm thành Heidelberg năm 1622

Tuyển hầu tước Frederick III, người trị vì vùng Electoral Palatinate từ năm 1559 tới năm 1576, đã ủy nhiệm việc biên soạn sách giáo lý vấn đáp dành riêng cho vùng lãnh địa của mình. Mặc dù lời giới thiệu của cuốn sách vấn đáp có ghi công biên soạn là của "toàn bộ khoa thần học tại đây" (tại Đại học Heidelberg) và "toàn bộ những người trông nom và những người phục vụ tận tụy của nhà thờ" cùng tham gia trong việc biên soạn cuốn sách giáo lý vấn đáp, nhưng Zacharius Ursinus vẫn thường được coi là tác giả biên soạn chính. Caspar Olevianus (1536–1587) trước đây được coi là đồng tác giả của tài liệu này, mặc dù lý thuyết này hiện nay đã bị giới học giả hiện đại bác bỏ. Johann Sylvan, Adam Neuser, Johannes Willing, Thomas Erastus, Michael Diller, Johannes Brunner, Tilemann Mumius, Petrus Macheropoeus, Johannes Eisenmenger, Immanuel Tremellius và Pierre Boquin đều có thể là những người cùng bỏ công sức đóng góp vào quá trình biên soạn cuốn sách giáo lý theo góc độ nào đó. Bản thân Frederick là người đã viết lời tựa của cuốn sách và quan sát kiểm tra kĩ càng các công đoạn biên soạn và xuất bản. Frederick, một thành viên theo giáo lý Lutheran chính thức, nhưng có xu hướng Cách tân rõ rệt, muốn làm dịu lại tình hình tôn giáo tại vùng lãnh địa của mình nơi tập trung rất nhiều người theo học thuyết Lutheran ngay trong Đế chế La Mã thần thánh, nơi mà đại đa số người dân theo Công giáo. Hội đồng Trent mới chỉ đưa ra quyết định và ban hành sắc lệnh phản đối lại niềm tin của phe Tin lành, va Hòa ước Augsburg chỉ mới ban lệnh khoan hồng và dung nạp giáo lý Lutheranism trên toàn đế chế nơi người cầm quyền là người theo giáo lý Lutheran. Một trong những mục đích của cuốn sách giáo lý vấn đáp là nhằm trung hòa những bài giảng của Nhà thờ Công giáo La mã cung như những tín đồ thuộc giáo phái Anabaptists và những người thuộc phe Lutheran "nghiêm ngặt hơn", ví dụ như Gnesio-Lutherans, bao gồm các nhân vật như Tilemann Heshusius và Matthias Flacius, những người tích cực chống đối lại sức ảnh hưởng theo hướng Cách tân của Frederick, đặc biệt là về vấn đề Lễ ban thánh thể và Tiệc Thánh (the Lord's Supper). Bản giáo lý vấn đáp ghi rõ từng lời tuyên bố đều được dựa trên lời dân chứng từ Kinh thánh, và bản thân vua Frederick cũng phản kháng cho rằng đó là lời trong kinh thánh, không phải do phe Cách tân vào năm 1566 trong Nghị viện Augsburg khi ông bị gọi đích danh và yêu cầu phải trả lời trước tòa về tội xâm phạm Hiệp ước hòa bình Augsburg. Văn bản này chính là Sách giáo lý Heidelberg, với tên gọi chính thức là ″Sách giáo lý vấn đáp, hay Hướng dẫn về Đạo thiên chúa, theo cách sử dụng tại Nhà thờ và trường học tại vùng Tuyển hầu tước Palatinate″.

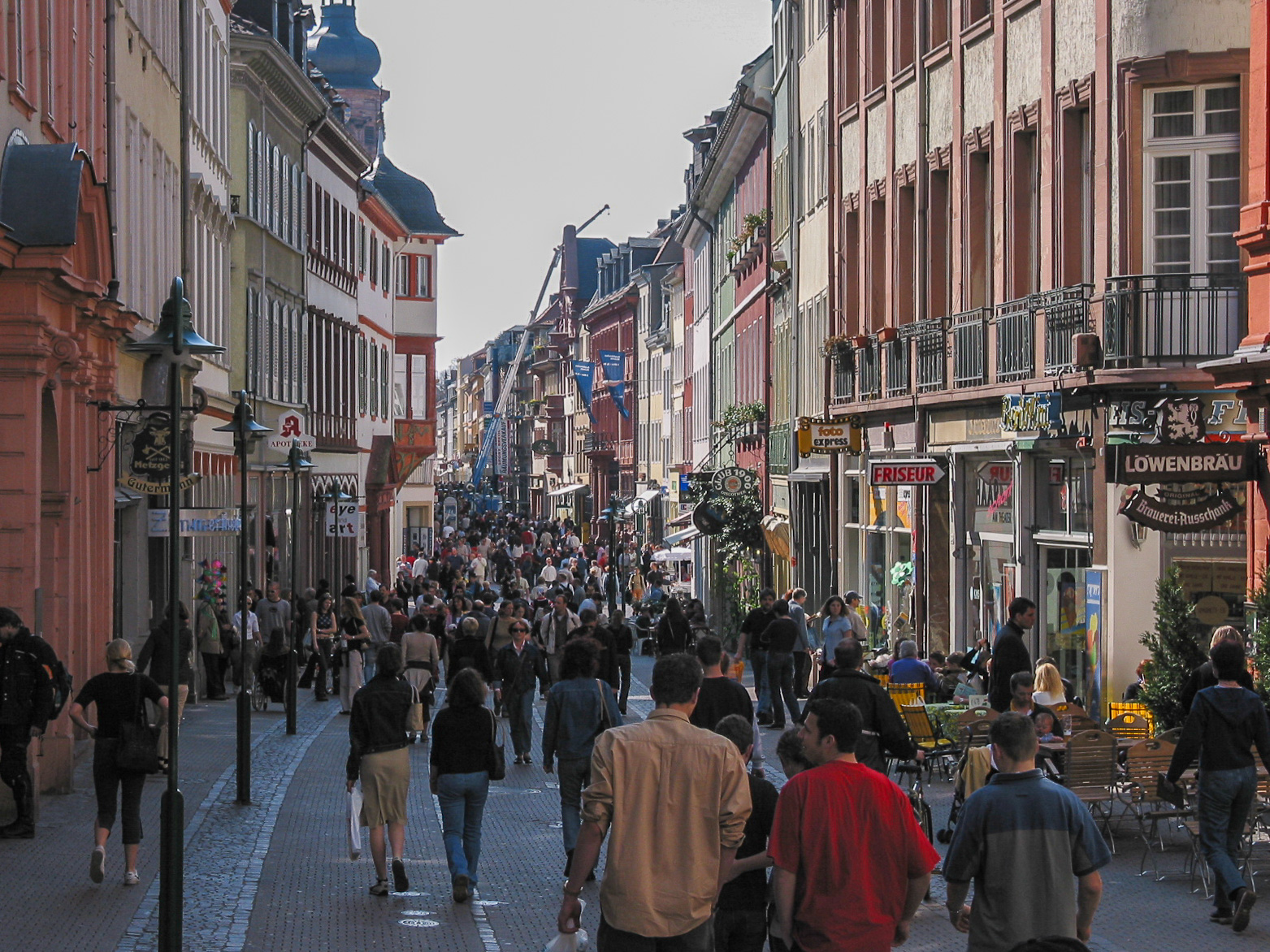
Đường đi bộ Phố Chính (Hauptstrasse) tại Heidelberg.

Vào tháng 11 năm 1619, vương miện hoàng gia Bohemia được trao cho Tuyển hầu tước Frederick V. (Ông cưới công chúa Elizabeth của Bohemia, con gái lớn nhất của vua James VI (James I) - lần lượt của Vương quốc Scotland và Vương quốc Anh). Frederick trở thành vua với tên gọi "Winter King - Vua mùa đông", do ông chỉ lên ngôi trong một mùa đông trước khi Gia tộc hoàng gia Habsburg giành lại vương quyền bằng bạo lực. Nhà vua bị lật đổ vào năm 1621 đánh dấu bước khởi đầu của cuộc Chiến tranh Ba mươi năm. Vào năm 1622, sau một trận chiếm giữ thành trong vòng hai tháng, đội quân Liên minh Công giáo, do Johann Tserclaes, Bá tước vùng Tilly lãnh đạo, đã chiếm giữ thành phố. Tilly đã tặng Bibliotheca Palatina từ Nhà thờ Chúa thánh thần Heidelberg cho Giáo hoàng làm quà tặng. Chi nhánh Công giáo vùng Bavarian của gia tộc Wittelsbach giành lại quyền kiểm soát vùng Palatinate và tước hiệu Tuyển hầu. Vào năm 1648, cuối cuộc chiến tranh, con của vua Frederick V là Charles I Louis, Elector Palatine, đã có thể giành lại tước hiệu và đất đai.
Urbain de Maillé-Brézé đã tham gia chiến đấu trong nhiều trận chiến và tham gia vào trận vây hãm La Rochelle (1627–1628). Vào năm 1635, ông đã chinh phục Heidelberg và Speyer, cùng với Jacques-Nompar de Caumont, duc de la Force, với vai trò lãnh đạo quân đội Đức.
Để củng cố vương quyền của mình, vua Charles I Louis đã sắp đặt một cuộc hôn nhân giữa con gái mình Liselotte với Philip I, Công tước Orléans, anh của Louis XIV, vua nước Pháp. Vào năm 1685, sau cái chết của con trai tuyển hầu Charles Louis (Charles II), Louis XIV tuyên bố giành lấy quyền thừa kế từ chị dâu mình. Người Đức từ chối vô hiệu hóa tuyên bố này, một phần là do sự khác biệt về tôn giáo giữa đạo Tin lành địa phương và đạo Công giáo của nước Pháp, bởúni phong trào Cải cách Tin lành đã chia rẽ dân chúng trên toàn châu Âu. Cuộc chiến tranh giữa các đại gia tộc xảy ra từ đó. Vào năm 1689, quân đội Pháp chiếm lấy thành phố và lâu đài, gần như phá hủy toàn bộ khu vực này vào năm 1693. Do thành phố bị phá hủy trầm trọng sau khi người Pháp liên tục xâm chiếm vùng này trong cuộc chiến tranh giành quyền kế vị Palatinate cùng với tình trạng mùa đông khắc nghiệt trong nhiều năm, hệ quả là hàng ngàn người Đức theo đạo Tin lành sống tại vùng Palatines đã di cư khỏi vùng Hạ Palatinate trong giai đoạn đầu thế kỉ 18. Họ bỏ đi tới các thành phố châu Âu khác, và đặc biệt quy tụ rất đông tại Luân Đôn (tại đó những người tị nạn được gọi là "những người Palatines đáng thương"). Do thông cảm với người đồng đạo Tin lành, trong những năm từ 1709–1710, chính phủ Anh dưới quyền của nữ hoàng Anne của Đại vương quốc Anh đã sắp xếp phương tiện giao thông, hỗ trợ cho gần 6.000 người gốc vùng Palatines tới New York; những người khác được chuyển tới Pennsylvania, và South Carolina. Họ đã làm việc trên tàu để sống và trang trải cho cuộc hành trình vượt biển, và cuối cùng đã định cư tại các khu vực thuộc địa của Anh tại đây.

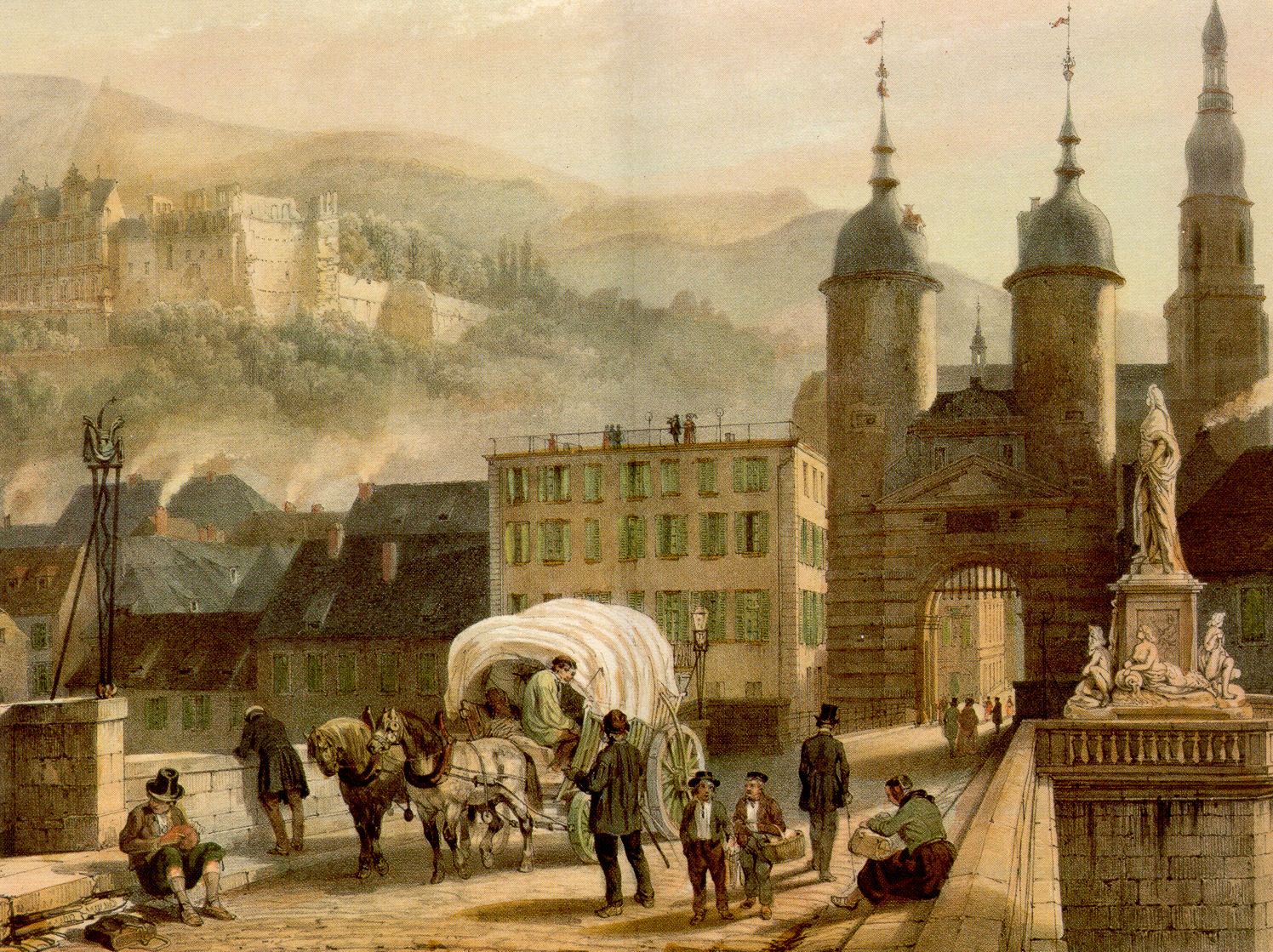
Cầu Cũ, tranh của Konrad Linck, năm 1788.

Vào năm 1720, sau khi chuyển giao lại toàn bộ một tòa nhà thờ lớn để dành riêng cho đạo Công giáo, các vụ mâu thuẫn tôn giáo, hầu hết là với những người dân sống tại Heidelberg theo đạo Tin lành, đã khiến Tuyển hầu tước theo đạo Công giáo La Mã là Charles III Philip phải chuyển nơi ở đến thành phố Mannheim gần đó. Cung điện vẫn ở tại đây cho đến khi Tuyển hầu tước Charles Theodore trở thành Tuyển hầu tước vùng Bavaria vào năm 1777 và bắt tay xây dựng cung điện của mình tại Munich. Vào năm 1742, Tuyển hầu tước Charles Theodore bắt đầu tái xây dựng lại dinh thự này. Vào năm 1764, một trận sấm sét đã phá hủy những tòa dinh thự khác trong khi đang xây sửa, do đó công trình này đã bị bỏ lửng giữa chừng.

### Năm 1803 tới năm 1933
Heidelberg thất thủ và rơi vào tay Đại công tước vùng Baden vào năm 1803. Charles Frederick, Đại công tước vùng Baden, xây dựng lại trường đại học, và đặt tên trường là "Ruperto-Carola" theo tên của hai nhà sáng lập nên học viện. Những nhà học giả trứ danh nhanh chóng đem lại cho trường tiếng tăm lừng lẫy, và là "nơi ở hoàng gia của những nhà trí thức". Vào thế kỉ 18, thành phố được xây dựng lại theo phong cách kiến trúc Baroque trên nền thành phố Cựu trung cổ.
Vào năm 1810, Bá tước Charles Graimberg, người đến đây tị nạn trong cuộc Cách mạng Pháp bắt đầu bảo tồn lại những cung điện đổ nát tại đây, và xây dựng một bộ sưu tập lịch sử. Vào năm 1815, Hoàng đế nước Áo, Hoàng đế nước Nga và vua nước Phổ thành lập nên "Holy Alliance - Liên minh thần thánh" tại Heidelberg. Vào năm 1848, cuộc họp hội đồng quốc gia Đức đã được tổ chức tại đây. Vào năm 1849, trong cuộc nổi dậy của nhân dân vùng Palatinate-Baden, thuộc Cuộc cách mạng 1848, Heidelberg là trụ sở đầu não của một đội quân khởi nghĩa. Đội quân này đã thất bại trước quân đội nước Phổ trong trận chiến ở gần Waghaeusel. Thành phố đã bị quân đội Phổ chiếm đóng cho tới tận năm 1850. Trong giai đoạn giữa năm 1920 tới năm 1933, Đại học Heidelberg trở thành trung tâm của các nhà vật lý học danh tiếng như Czerny, Erb, and Krehl; và các nhà nhân loại học Rohde, Weber, and Gandolf.

### Thời kì Phát xít và giai đoạn chiến tranh

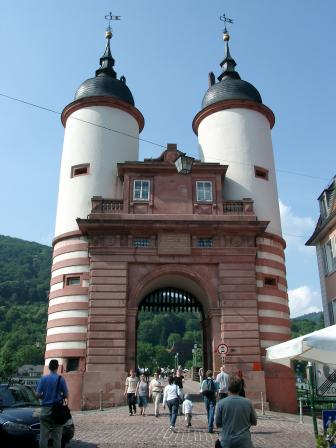
Cổng qua Cầu Cũ phía Khu Cổ Thành.

Trong thời kì phát xít (1933–1945), Heidelberg đã từng là pháo đài của Đảng Quốc Xã, (Đảng Công nhân Đức Quốc gia Xã hội chủ nghĩa - National Socialist German Workers' Party - NSDAP) đảng mạnh nhất trong các cuộc bầu cử trước năm 1933 (NSDAP giành được 30% số phiếu bầu tại các cuộc bầu cử cấp địa phương vào năm 1930). Đảng NSDAP nhận được 45,9% số phiếu bầu trong cuộc bầu cử liên bang Đức vào tháng 3 năm 1933 (trung bình trên toàn quốc là 43,9%). Những người không thuộc chủng tộc Aryan làm việc tại trường đại học đã phải chịu nhiều phân biệt đối xử. Cho tới năm 1939, một phần ba những thành viên trong hội đồng giảng viên đã bị buộc thôi việc vì những lý do chủng tộc hoặc chính trị. Những giáo sư không phải người Aryan đã bị từ chối vào năm 1933, chỉ trong vòng một tháng kể từ khi Hitler lên nắm quyền lực. Danh sách những người sẽ bị trục xuất lưu đày đã được chuẩn bị sẵn từ trước.
Từ năm 1934 tới năm 1935, Reichsarbeitsdienst (Cục lao động quốc gia) và sinh viên đại học Heidelberg xây dựng một nhà hát vòng tròn Thingstätte lớn trên đỉnh núi Thánh Heiligenberg ở phía bắc thành phố, nhằm phục vụ cho các sự kiện của Đảng Quốc Xã và quân đoàn SS. Vài tháng sau, lễ khánh thành nghĩa địa tưởng niệm lớn Ehrenfriedhof là dự án thứ hai và cũng là dự án cuối cùng của NSDAP tại Heidelberg. Nghĩa địa này ở phía nam khu phố cũ của thành phố, xuôi một chút về phía nam đỉnh đổi Königstuhl. Trong suốt chiến tranh thế giới thứ hai và sau đó, binh lính Wehrmacht đã được chôn cất tại đây

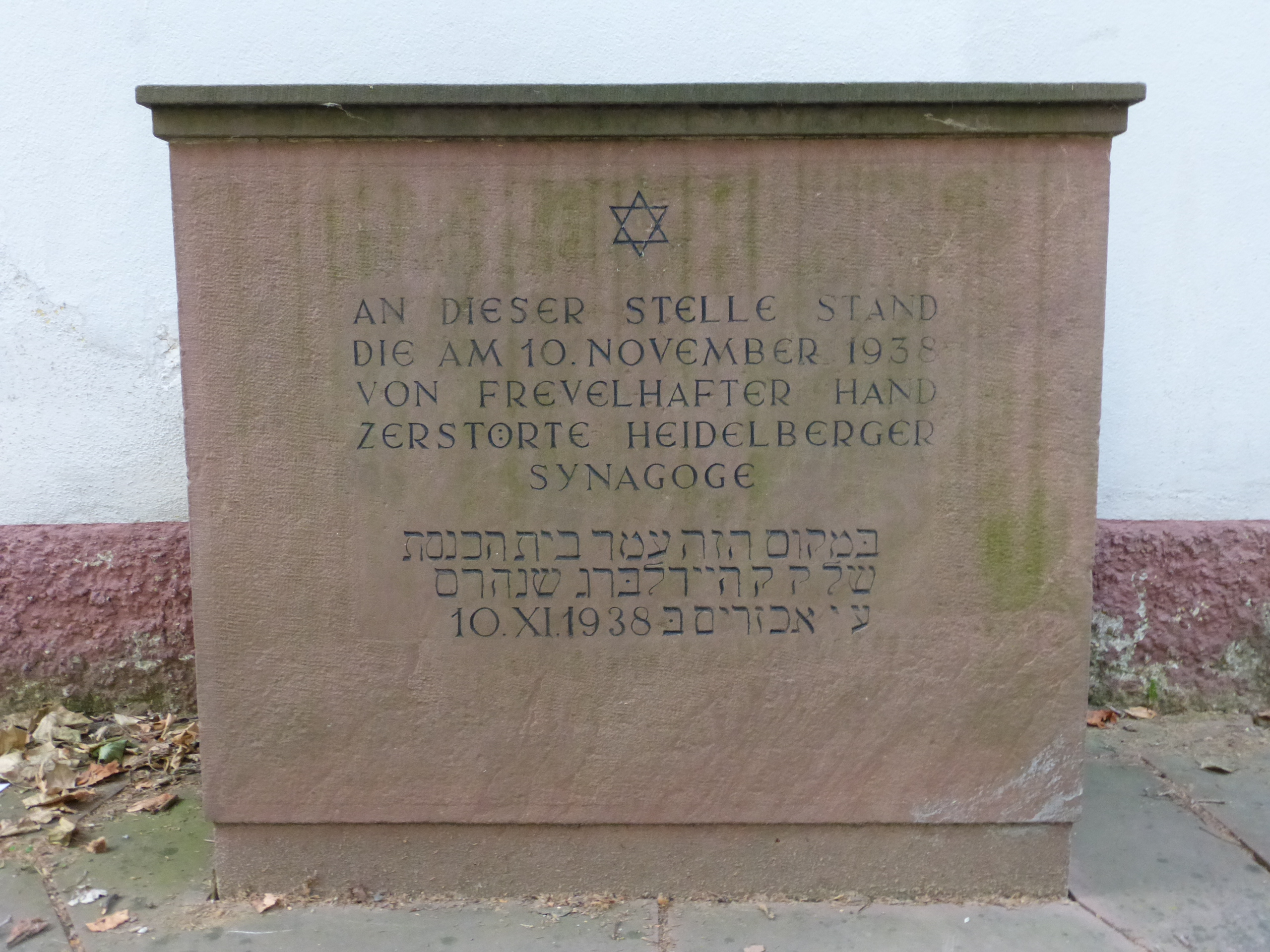
Bia tưởng niệm đánh dấu vị trí giáo đường Do Thái ngày xưa trên phố Lauerstrasse

Trong đêm Kristallnacht vào ngày 9 tháng 11 năm 1938, quân đội phát xít đã đốt trụi các Giáo đường Do thái tại hai địa điểm trong thành phố. Ngày hôm sau, họ bắt đầu trục xuất có hệ thống những người gốc Do thái, gửi 150 người tới Trại tập trung Dacha. Vào ngày 22 tháng 10 năm 1940, trong sự kiện "Wagner Buerckel", phe phát xít đã trục xuất 6.000 người Do Thái địa phương, bao gồm 281 người từ Heidelberg, tới Trại Gurs - trại tập trung tại Pháp. Trong vòng một vài tháng, có tới 1.000 người trong số họ (trong đó có 201 người từ Heidelberg) đã chết do thiếu đói và bệnh tật. Trong số những người bị trục xuất ra khỏi Heidelberg, có nhà thơ Alfred Mombert (1872–1942) đã thoát khỏi trại vào tháng 4 năm 1941 nhờ sự giúp đỡ của nhà thơ người Thụy Sĩ Hans Reinhart. Từ năm 1942, những người bị trục xuất nhưng đã sống sót trong cảnh giam giữ ở Gurs, một lần nữa bị lưu đày tới phía Đông Âu, nơi hầu hết bọn họ đều bị giết hại.
Vào ngày 29 tháng 3 năm 1945, quân đội phát xít Đức bỏ lại thành phố sau khi phá hủy ba vòm cong của cây cầu cổ, con đường vắt ngang sông quý giá của thành Heidelberg. Họ cũng phá hủy những cây cầu hiện đại hơn ở phía hạ nguồn sông Neckar. Quân đội Hoa Kỳ (Sư đoàn bộ binh số 63, thuộc Quân đoàn số 7) tiến vào thành phố vào ngày 30 tháng 3 năm 1945. Dân chúng thường dân trong thành đầu hàng không chống cự.
Rất nhiều người đã tin rằng thành phố Heidelberg thoát khỏi cảnh bị dội bom trong chiến tranh thế giới thứ Hai vì quân đội Mỹ muốn sử dụng thành phố này làm địa điểm đóng quân đồn trú sau chiến tranh. Nhưng vấn đề chính là do Heidelberg không phải một trung tâm công nghiệp, và cũng không phải điểm trung chuyển giao thông, do đó thành phố này không phải là mục tiêu hàng đầu. Nhiều thành phố đại học danh tiếng khác, ví dụ như Tübingen và Göttingen, cũng đều thoát khỏi cảnh bị đánh bom. Các cuộc đột kích trên không của không quân Đồng minh tập trung chủ yếu vào các thành phố công nghiệp gần đó là Mannheim và Ludwigshafen.

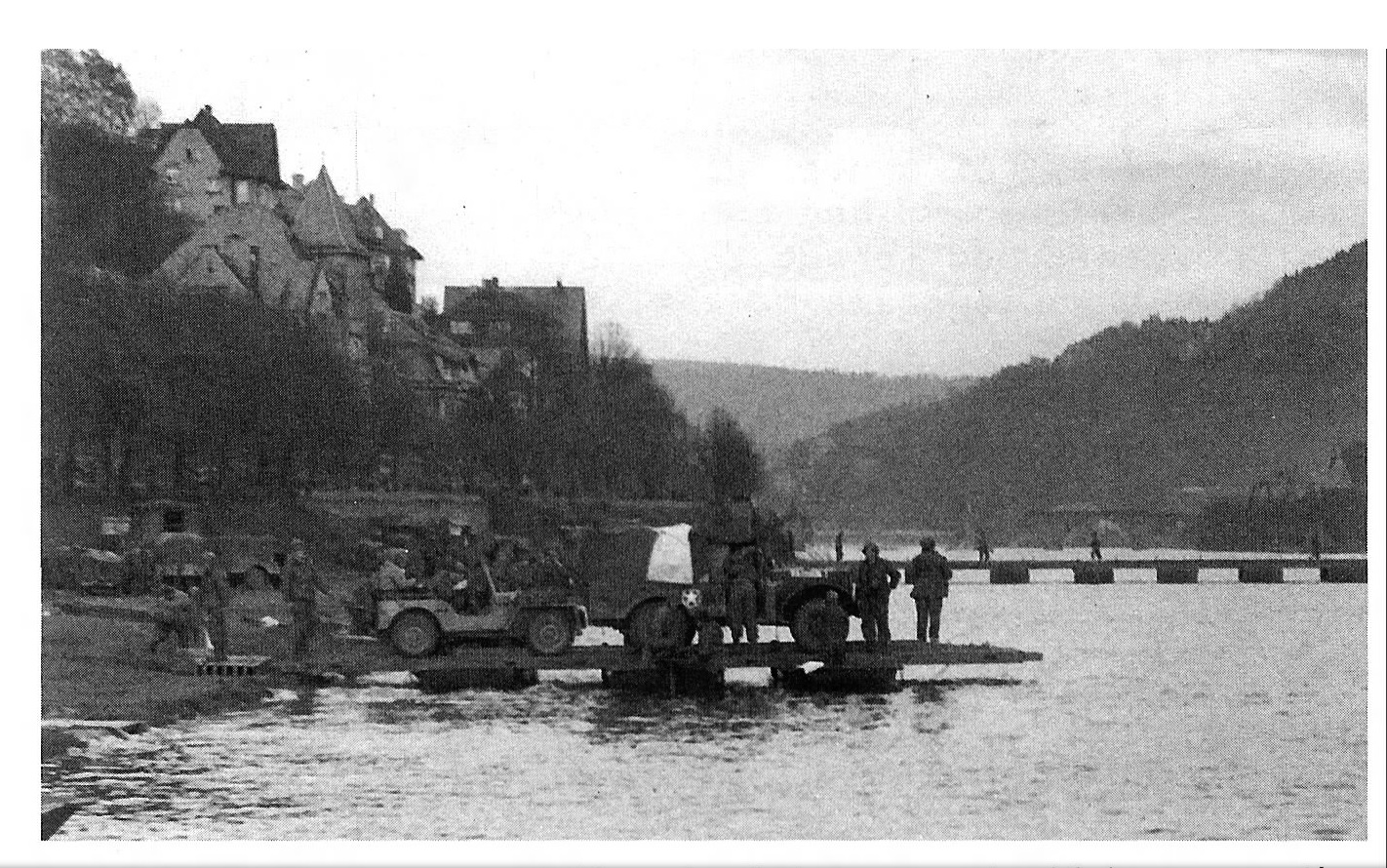
Tiểu đoàn công binh 289 Lục quân Hoa Kỳ chở quân và phương tiện bằng phà qua sông Neckar ở Heidelberg.

Quân đội Hoa Kỳ có lẽ đã chọn Heidelberg làm địa điểm đóng quân đồn trú sau chiến tranh là do hệ thống cơ sở hạ tầng chất lượng cao, bao gồm cả tuyến đường Autobahn (đường cao tốc) Heidelberg-Mannheim, tuyến đường này nối liền với tuyến Autobahn Mannheim-Darmstadt-Frankfurt với các căn cứ quân đội Hoa Kỳ tại Mannheim và Frankfurt. Hệ thống cơ sở hạ tầng đường sắt vẫn còn nguyên vẹn từng đóng vai trò quan trọng trong giai đoạn cuối những năm 1940 và đầu những năm 1950, khi mà hầu hết các khoản vận chuyển hạng nặng vẫn được chở bằng tàu hỏa, chứ không phải bằng xe tải. Heidelberg cũng có các trại đóng quân của đồn Wehrmacht chưa hề bị phá hủy, từng được gọi là "Grossdeutschland Kaserne", các trại này đã bị quân đội Hoa Kỳ nhanh chóng chiếm đóng, và đổi tên thành trại Campbell.

### Lịch sử sau 1945
Vào năm 1945, trường đại học đã được mở cửa trở lại khá nhanh chóng, nhờ vào sự khởi xướng của một nhóm nhỏ các giáo sư, trong đó có nhà kinh tế học phản-phát xít là Alfred Weber và nhà triết học Karl Jaspers. Bác sĩ phẫu thuật Karl Heinrich Bauer là hiệu trưởng được bổ nhiệm.
Vào ngày 9 tháng 12 năm 1945, Đại tướng quân đội Hoa Kỳ George S. Patton đã gặp tai nạn xe hơi tại thành phố Mannheim gần đó, và chết tại bệnh viên quân đội Mỹ tại Heidelberg vào ngày 21 tháng 12 năm 1945. Lễ truy điệu đại tướng đã được tổ chức tại Christuskirche (Nhà thờ chúa Christ) ở Heidelberg-Weststadt, và ông được an táng tại nghĩa trang quân đội số 3 ở Luxembourg.
Trong giai đoạn chiếm đóng quân sự sau chiến tranh, Quân đội Hoa Kỳ đã sử dụng nhà hát Thingsstätte cho các sự kiện văn hóa và tôn giáo. Việc sử dụng cho mục đích dân sự bắt đầu khoảng từ giai đoạn đầu cho đến giữa những năm 1980, trong các dịp tổ chức hòa nhạc hoặc hoạt động văn hóa. Ngày nay, các lễ kỉ niệm Hexennacht ("Đêm của phù thủy"), hay còn gọi là Đêm Walpurgis), đêm ngày 30 tháng 4 là hoạt động cố định "ngầm" diễn ra thường niên tại Thingstätte. Hàng ngàn người, đa phần là người trẻ, tụ tập tại đây để chơi trống, thở ra lửa và tung hứng. Sự kiện này đã nổi danh khắp vùng, cũng như có một chút tiếng xấu nhất định về việc số lượng rác thải bị bỏ lại sau sự kiện.

## Thắng cảnh
Heidelberg thuộc vào trong số ít thành phố lớn của Đức có khu phố cổ theo phong cách kiến trúc Baroque vẫn còn tương đối nguyên vẹn như thời Trung cổ vì đã không bị dội bom trong Chiến tranh thế giới thứ hai. Phần lớn các thắng cảnh đều nằm trong khu phố cổ này với khu vực dành cho người đi bộ dài 1,6 km là một trong các khu vực dành cho người đi bộ dài nhất châu Âu.

### Khu thành cũ

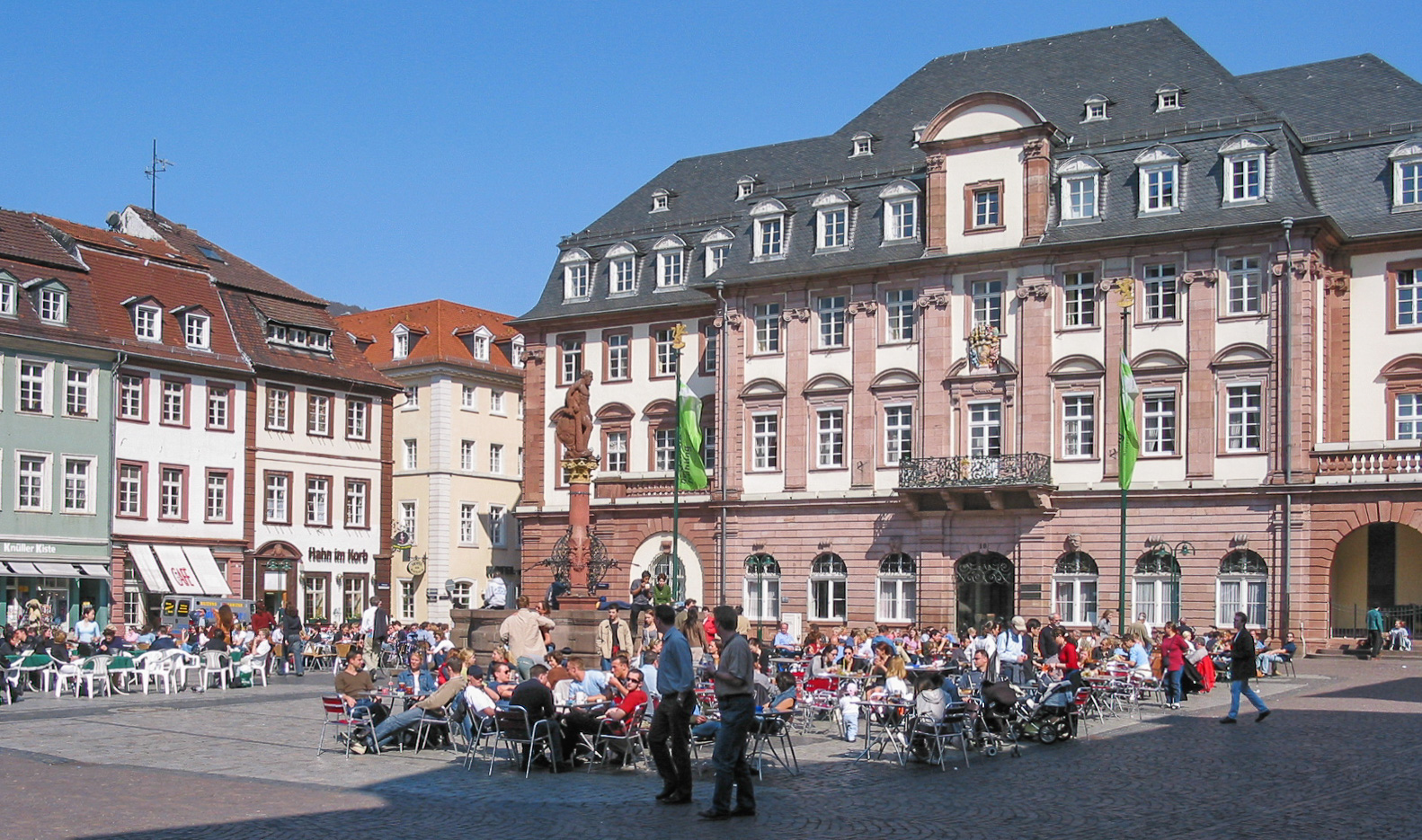
Khu chợ ngoài trời, với Tòa thị chính phía bên phải

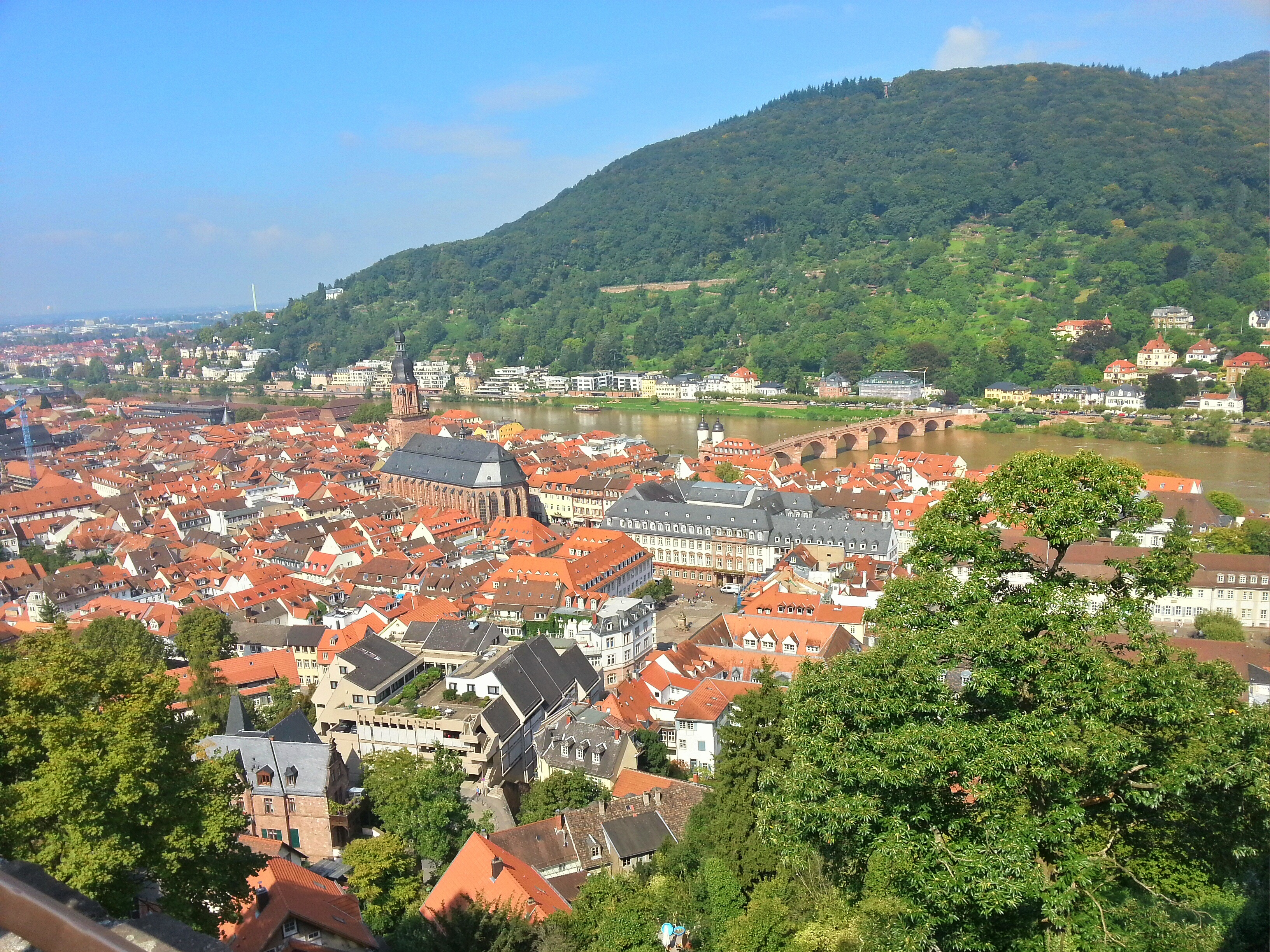
Trung tâm phố cổ Heidelberg nhìn từ lâu đài phía bên trên

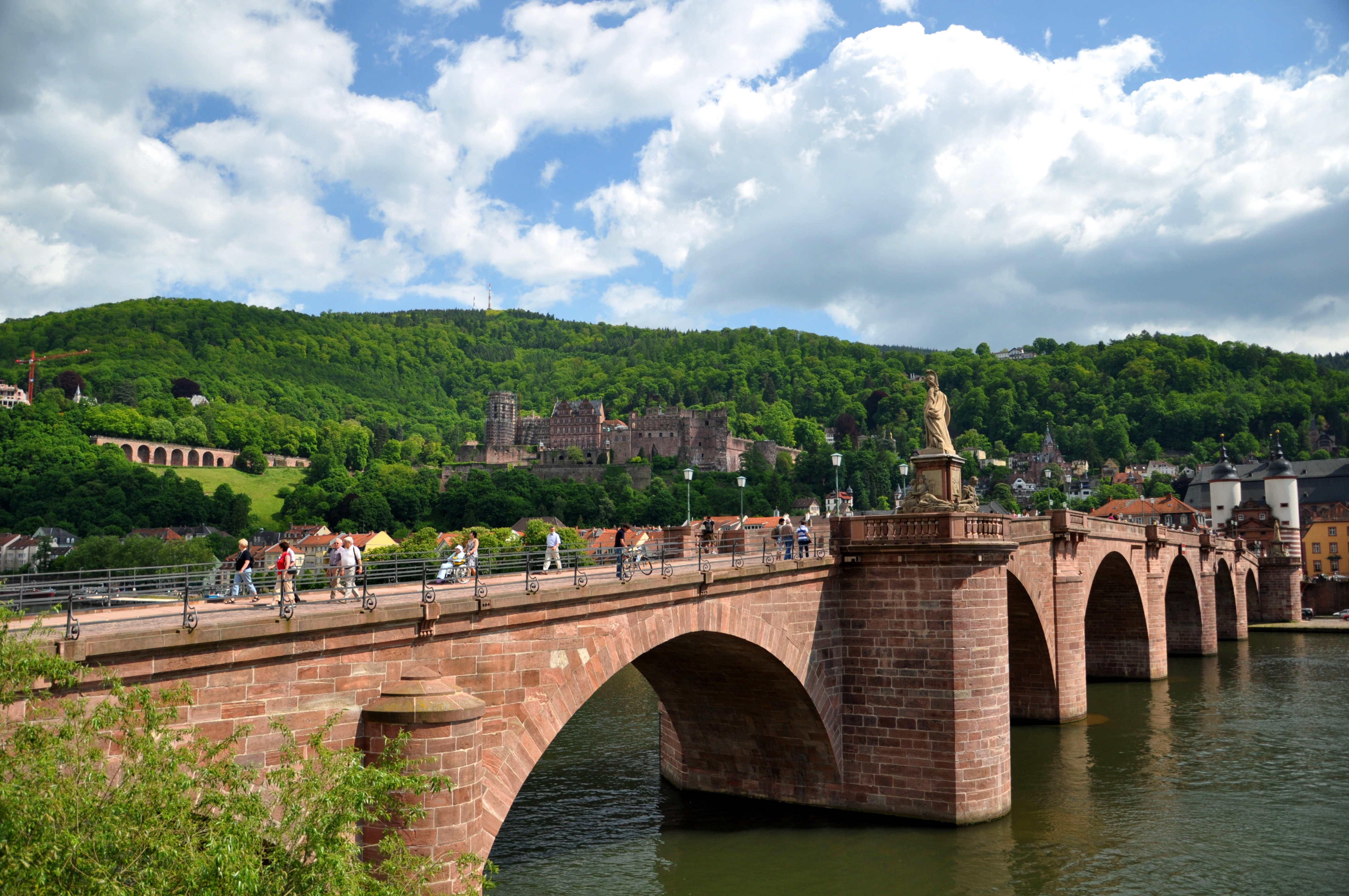
Lâu đài Heidelberg và Cầu Cũ ở cận cảnh, 2010.

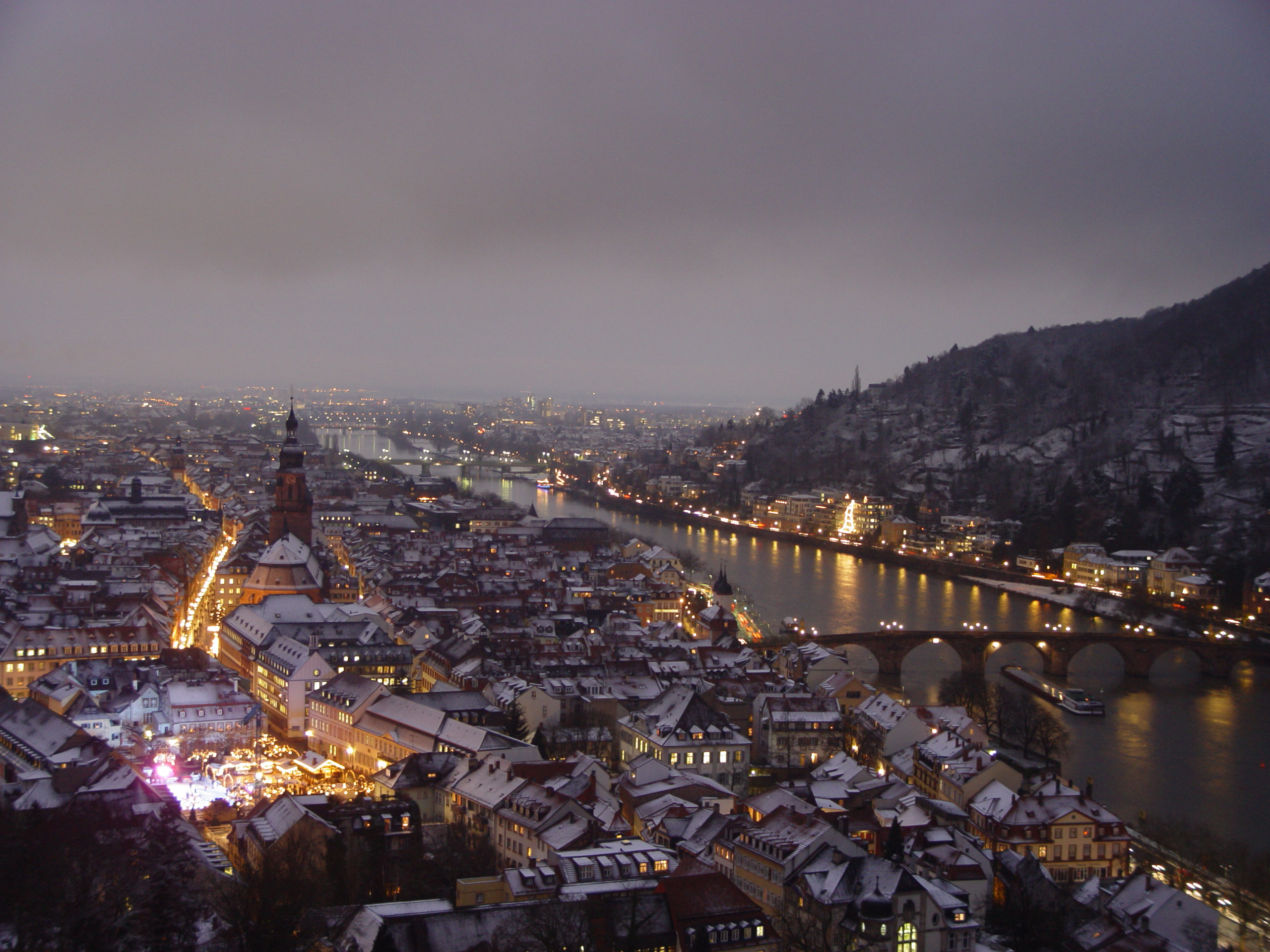
Cảnh nhìn từ lâu đài vào mùa đông, 2014.

"Khu thành cũ" (tiếng Đức: Altstadt), nằm ở bờ nam sông Neckar, rất dài và hẹp. Nổi bật bao trùm lên khu thành là di dích đổ nát của Lâu đài Heidelberg, nằm cao 80m trên bờ sông Neckar, trên đỉnh dốc trong rừng của ngọn đồi Königstuhl (Ngai vàng của nhà vua). 
- Phố chính (Hauptstrasse), là con phố cho người đi bộ dài một dặm, chạy suốt chiều dài của khu thành cũ.
- Cầu đá cổ được xây lên từ 1786–1788. Một cổng vào cầu thời trung cổ được xây bên bờ phía khu thành cũ, và ban đầu, cánh cổng này là một phần của bức tường thành. Trên cổng, những tấm chụp tháp canh kiểu Baroque đã được thêm vào sau này, trong quá trình xây dựng cầu đá vào năm 1788.
- Nhà thờ Chúa Thánh thần (Heiliggeistkirche), là một nhà thời theo phong cách cuối Gothic ở quảng trường chợ Marktplatz trong khu thành cũ.
- Cổng của Karls (Karlstor) là khải hoàn môn nhằm vinh danh Tuyển hầu tước Karl Theodor, nằm ở phía đông của Heidelberg. Nó được xây từ năm 1775–1781 do nhà thiết kế Nicolas de Pigage thực hiện.
- Ngôi nhà Zum Ritter Sankt Georg (Hiệp sĩ thánh George) là một trong những tòa nhà hiếm hoi sống sót qua trận Chiến tranh giành ngôi vị. Ngay đối diện nhà thờ Chúa thánh thần, tòa nhà này được xây theo phong cách thời kì cuối Phục hưng. Nó được đặt tên theo bức tượng đặt trên đỉnh tòa nhà.
- Marstall (Stables), là tòa nhà xây từ thế kỉ 16 trên bờ sông Neckar đã trải qua lịch sử dài và từng được phục vụ cho nhiều mục đích khác nhau trong suốt thời kì lịch sử. Ngày nay đây là căng tin của trường đại học.

### Lâu đài Heidelberg

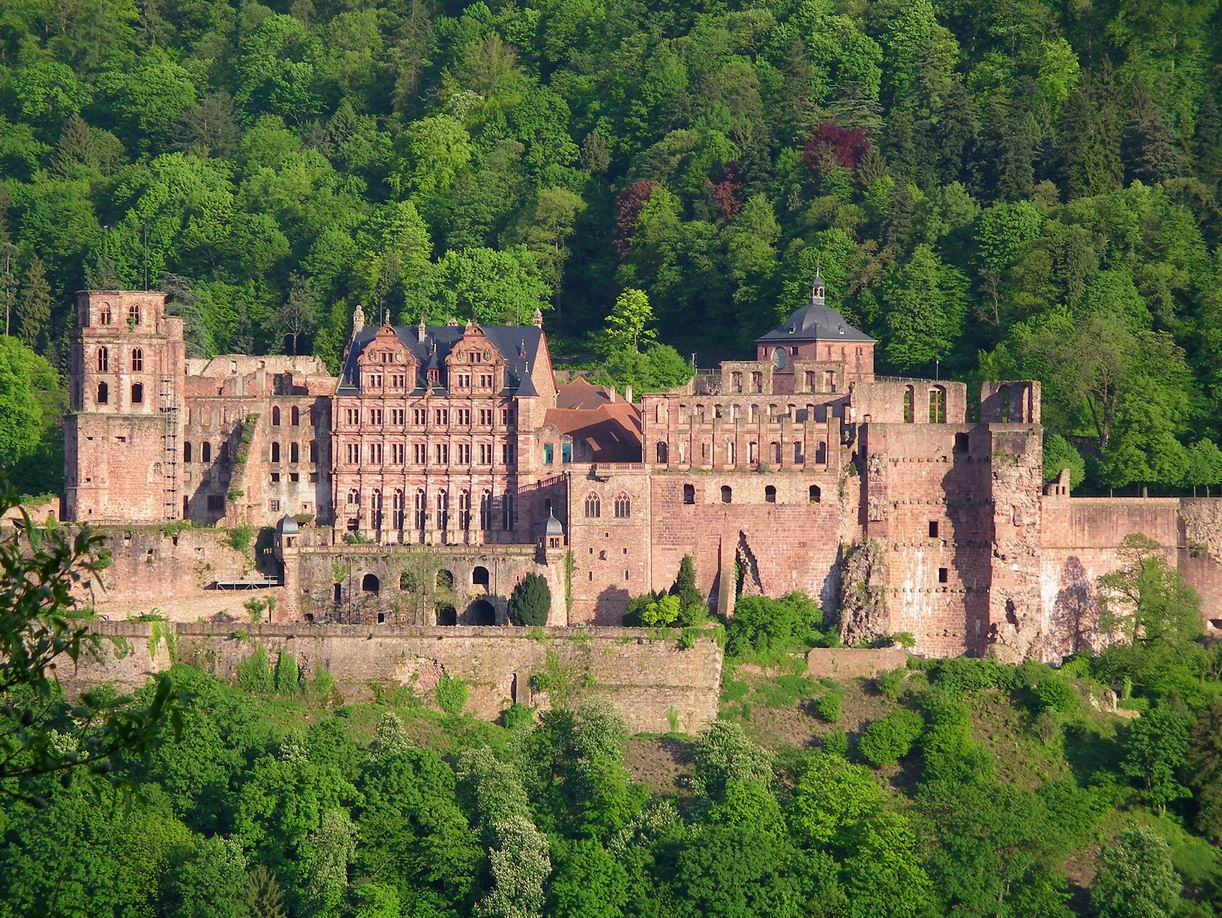
Lâu đài Heidelberg

Đọc bài chính về Lâu đài Heidelberg
Lâu đài Heidelberg được kết hợp giữa nhiều kiểu dáng từ kiến trúc Gothic cho đến kiến trúc Phục Hưng, là tàn tích lâu đài nổi tiếng nhất của Đức. Lâu đài nằm khoảng 89 m trên thung lũng, ở sườn phía bắc của núi Königsstuhl. Ngày nay người ta chỉ biết rất ít về việc kiến tạo lâu đài này. Chỉ với tác phẩm Topographia Palatinatus Rheni của Matthäus Merian (1593-1650) mà trong đó Tuyển hầu Ludwig V được nhắc đến như là người "đã bắt đầu xây một lâu đài mới trước đây cả trăm năm", người ta mới có một miêu tả về lâu đài tương đối chính xác.
Tuyển hầu tước Ruprecht III (1398–1410) đã xây dựng tòa nhà đầu tiên trong khu nội sảnh để làm nơi ở hoàng gia. Tòa nhà được chia thành mặt sàn làm bằng đá và các tầng cao hơn. Một dinh thự hoàng gia khác được xây đối diện với dinh thự Ruprecht, the Fountain Hall. Người ta nói rằng Tuyển hầu tước Philipp (1476–1508) đã sắp xếp để chuyển các cột trong đại sảnh từ lâu đài đổ nát của Charlemagne, từ Ingelheim về Heidelberg.
Vào thế kỉ 16 và 17, các tuyển hầu tước đã thêm vào hai tòa dinh tự và biến pháo đài thành lâu đài. Hai tòa nhà lớn nhất ở phía đông và phía bắc nội sảnh đã được xây dưới thời của Ottheinrich (1556–1559) và Friedrich IV (1583–1610). Dưới thời của Friedrich V (1613–1619), tòa nhà chính ở phía tây đã được xây dựng, được gọi tên là "Dinh thự Anh" - "English Building".
Trong thế kỷ 17, lâu đài và thành phố Heidelberg đã bị chiếm lĩnh ba lần và lần nào cũng bị phá hủy rồi lại được tái kiến thiết và mở rộng sau đấy (năm 1622 trong Chiến tranh 30 năm, năm 1689 lại bị quân đội Pháp phá hủy, và năm 1693 trong cuộc Chiến tranh kế thừa Pfalz). Năm 1764, khi thành phố Mannheim trở thành nơi ngự trị hiện đại của tuyển hầu vùng Kurpfalz, sét đánh và cơn hỏa hoạn sau đó đã kết thúc vĩnh viễn số phận của lâu đài vừa mới được tu sửa. Khi Tuyển hầu tước Karl Theodor cố gắng xây dựng lại tòa lâu đài, một trận sấm sét đánh trúng lâu đài vào năm 1764, khi đó mọi nỗ lực tái xây dựng lâu đài đều bị đình chỉ. Sau này, tòa lâu đài đã bị sử dụng sai mục đích, như một mỏ khai thác đá: khi lâu đài đã bị bỏ phế, gạch đá được lấy đi để xây Lâu đài Schwetzingen và các tòa nhà khác ở Heidelberg. Hành động này chỉ dừng lại vào năm 1800, nhờ có Bá tước Charles de Graimberg, người bắt đầu quá trình tu bổ bảo tồn lâu đài.
Mặc dù nội thất bên trong lâu đài là phong cách Gothic, Đại sảnh Nhà vua ("the King's Hall") chỉ mới được xây dựng nên vào năm 1934. Ngày nay, đại sảnh này được sử dụng cho các dịp lễ lạt, ví dụ như tiệc lớn, vũ hội và trình diễn sân khấu. Trong lễ hội lâu đài Heidelberg vào mùa hè, sân lâu đài là địa điểm nghe nhạc kịch ngoài trời, opera, biểu diễn sân khấu, và hòa nhạc cổ điển của dàn nhạc Heidelberg Philharmonics.
Lâu đài này nằm giữa một công viên, nơi nhà thơ danh tiếng Johann von Goethe đã từng đi dạo. Tuyến đường sắt cáp treo Heidelberger Bergbahn chạy từ Kornmakt tới đỉnh Königstuhl và chạy qua lâu đài.

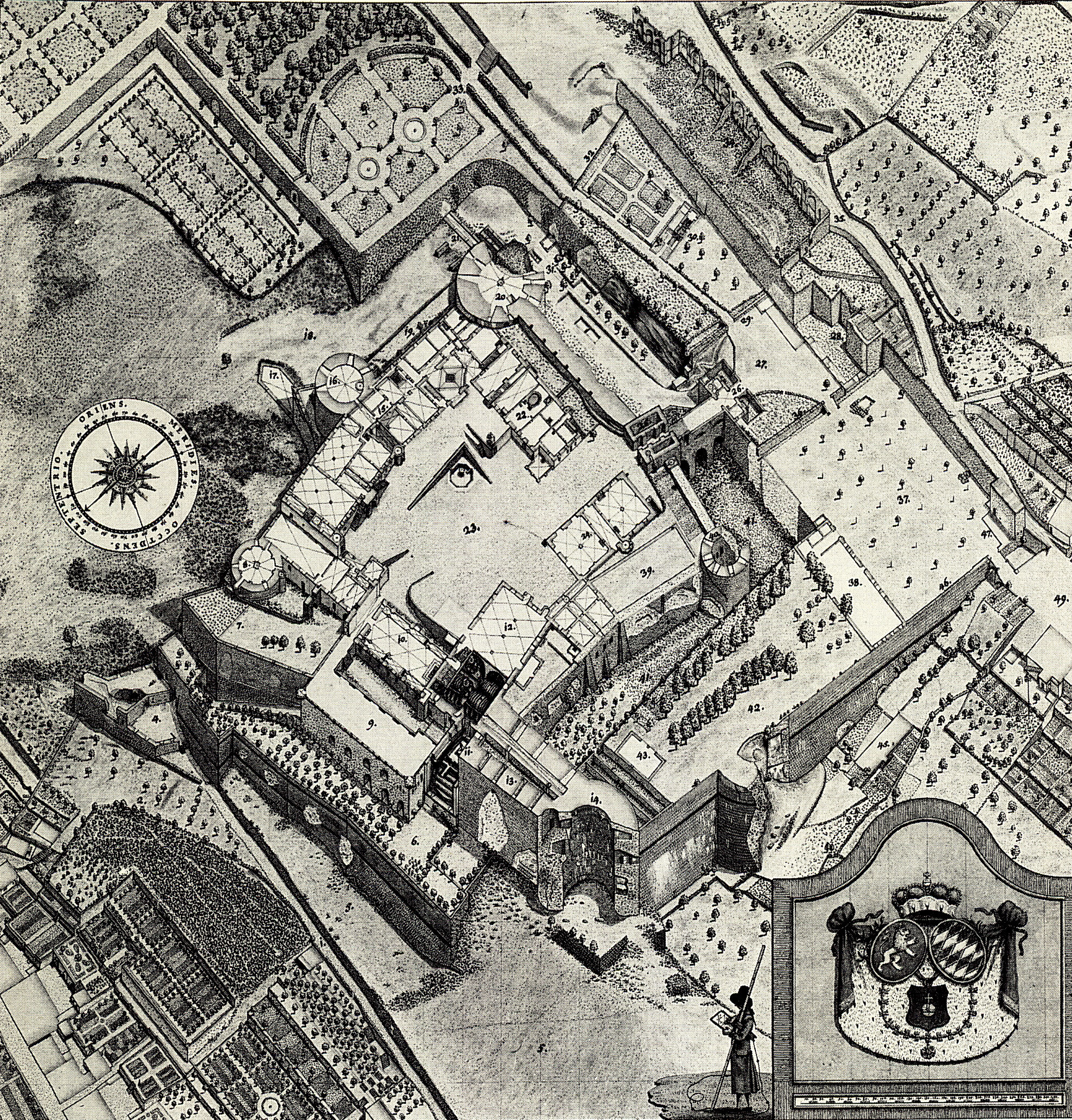
Bản đồ Lâu đài Heidelberg

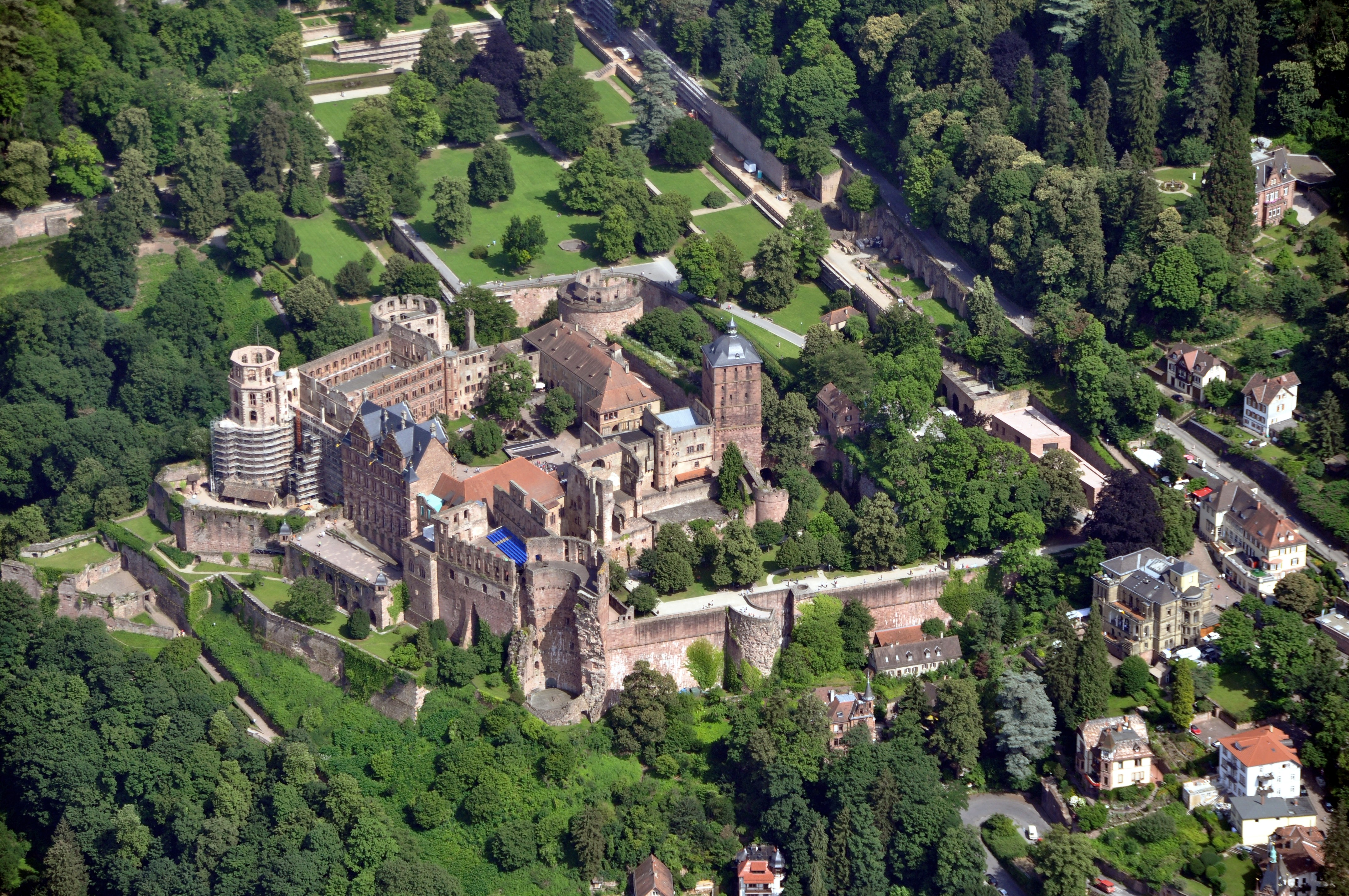
Lâu đài Heidelberg.

### Philosophers' Walk
Trên bờ phía bắc của sông Neckar là núi Heiligenberg (Núi Thánh), dọc theo đó có con đường nổi tiếng gọi là Philosophers' Walk (tiếng Đức: Philosophenweg - Lối tản bộ của các nhà triết học), với cảnh trí tuyệt đẹp của khu Thành Cũ và lâu đài. Theo truyền thống, những nhà triết học và giáo sư đại học Heidelberg sẽ tản bộ và nói chuyện dọc theo con đường này. Xa hơn một chút, trên sườn núi là những tòa đổ nát từ thế kỉ 11 của Tu viện Thánh Michael, Tu viên nhỏ Thánh Stephen, nhà hát vòng tròn thời phát xít, một hố sâu 55m được gọi là Heidenloch - tức là Pagan's hole - hố của những kẻ ngoại đạo, và di chỉ còn sót lại của tòa pháo đài trên đồi xây bằng đất của người Celtics từ thế kỉ thứ 4 trước Công nguyên. 

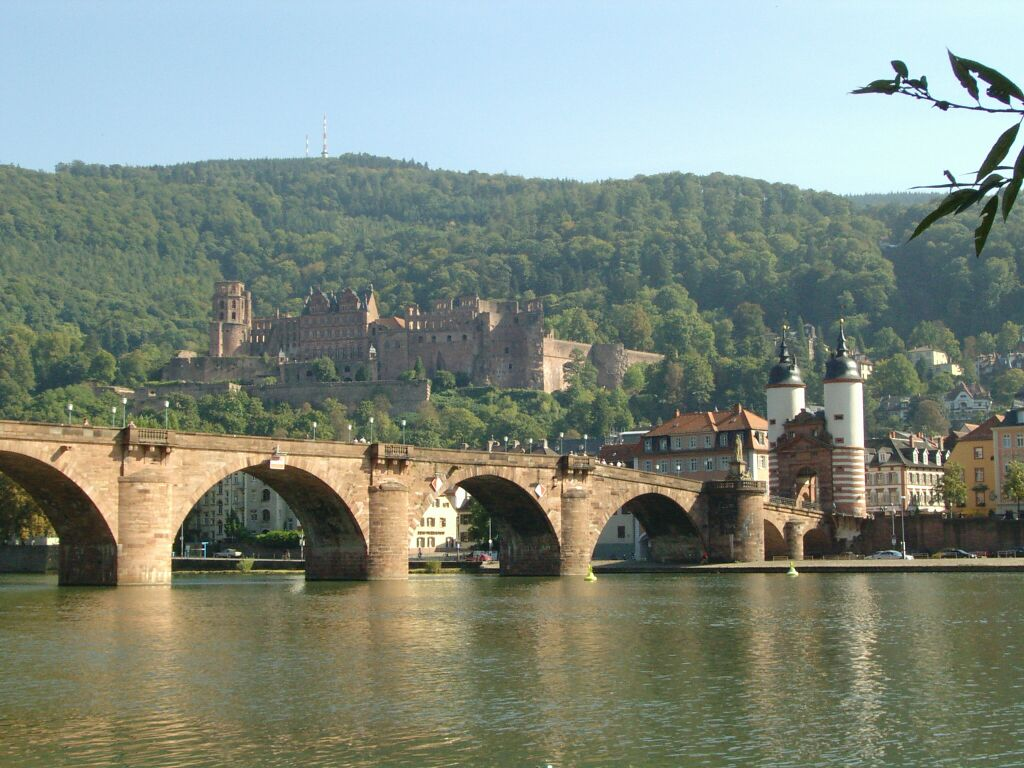
Cảnh nhìn từ Philosophers' Walk sang Thành Cũ, với Lâu đài Heidelberg, Nhà thờ Heiliggeist, và Cầu Cũ.

### Cầu Cũ
Tên chính thức của chiếc cầu bắc ngang sông Neckar này là Cầu Carl Theodor. Cầu thuộc vào trong số các chiếc cầu lâu đời nhất của Đức (được nhắc đến trong văn kiện lần đầu tiên năm 1248). Chiếc cầu đã bị quân đội Phát xít Đức giật sập vào cuối Chiến tranh thế giới thứ hai nhằm cản đường tiến quân của quân đội Đồng Minh. Ngay sau chiến tranh người dân Heidelberg đã tự động quyên tiền xây dựng lại cầu như cũ khánh thành vào năm 1947.

### Nhà thờ

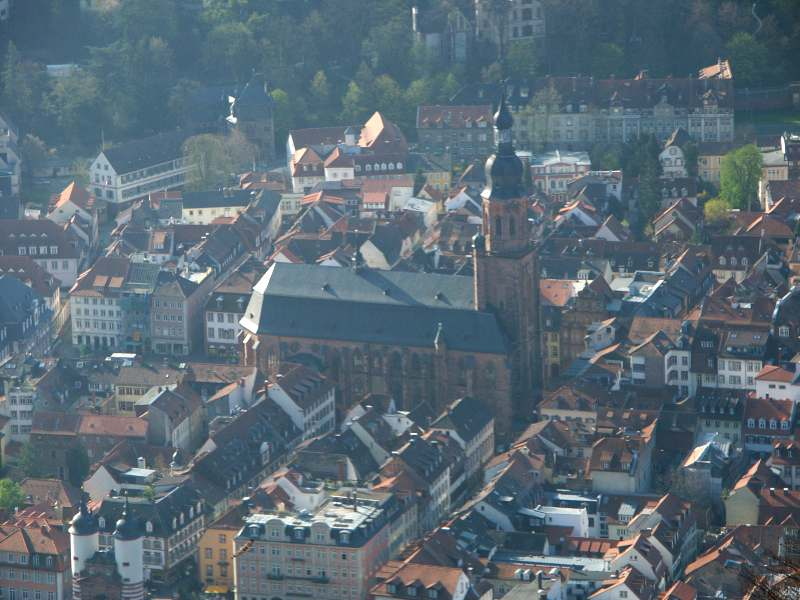
Nhà thờ Chúa Thánh thần (Heiliggeistkirche)

Nhà thờ nổi tiếng nhất của Heidelberg là Heiliggeistkirche, ngay trong trung tâm phố cổ gần Lâu đài Heidelberg. Nhà thờ được nhắc đến lần đầu tiên trong các văn kiện vào năm 1239. Năm 1398 nhà thờ bắt đầu được xây dựng theo phong cách kiến trúc Hậu Gothic vẫn còn được bảo tồn cho đến ngày nay. Ngày xưa nhà thờ này là nơi bảo quản các văn kiện và tác phẩm chép tay cũng như là các ấn phẩm đầu tiên của thư viện nổi tiếng Bibliotheca Palatina. Trong Chiến tranh Ba mươi năm bộ sưu tập này đã bị Tuyển hầu Maximilian I chiếm đoạt làm quà tặng cho Giáo hoàng.
Peterskirche là nhà thờ lâu đời nhất của Heidelberg. Người ta phỏng đoán rằng Peterskirche đã được xây dựng trước khi thành lập Heidelberg, cách đây vào khoảng 900 năm. Đây là nơi an nghỉ cuối cùng của khoảng 150 giáo sư của trường Đại học Heidelberg và người trong cung của các tuyển hầu. Cách không xa hai nhà thờ này là Nhà thờ Dòng Tên, biểu tượng cho phong trào chống Cải cách Kháng Cách và ngày xưa đã là tâm điểm của khu Dòng Tên. Nhà thờ Dòng Tên được khánh thành năm 1749.

### Công trình xây dựng lịch sử

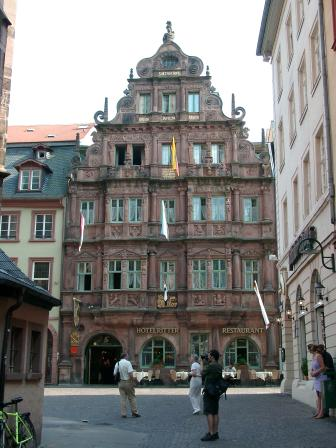
Khách sạn Hiệp sĩ (Zum Ritter)

Căn nhà lâu đời nhất vẫn còn nguyên vẹn của Heidelberg là Khách sạn Hiệp sĩ ("Zum Ritter"), do một gia đình thương gia xây năm 1592. Đứng ngay trong khu phố cổ đối diện với nhà thờ Heiliggeistkirche, căn nhà này là một trong những điểm tham quan nổi tiếng nhất của Heidelberg.
Ở rìa phía đông của khu phố cổ là Cổng Karl (Karlstor). Cổng vòm này nguyên là quà tặng của người dân Heidelberg cho tuyển hầu Karl Theodor. Việc xây dựng đã mất đến 6 năm, đến năm 1781 thì hoàn thành. Cổng Karl mang nhiều hình tượng trang trí, trong đó có biểu trưng của tuyển hầu cũng như là chân dung của tuyển hầu và vị hôn thê.
Trong khu phố cổ có nhiều tòa nhà mang tính lịch sử của trường Đại học Heidelberg, nổi tiếng là thư viện của trường. Ngôi nhà không những chỉ là thư viện của trường đại học mà còn có một viện bảo tàng với nhiều tác phẩm viết tay và sách chép tay, trong đó nổi tiếng nhất là Codex Manesse, bộ chép tay đầy đủ nhất các bài ca của Đức thời Trung cổ.

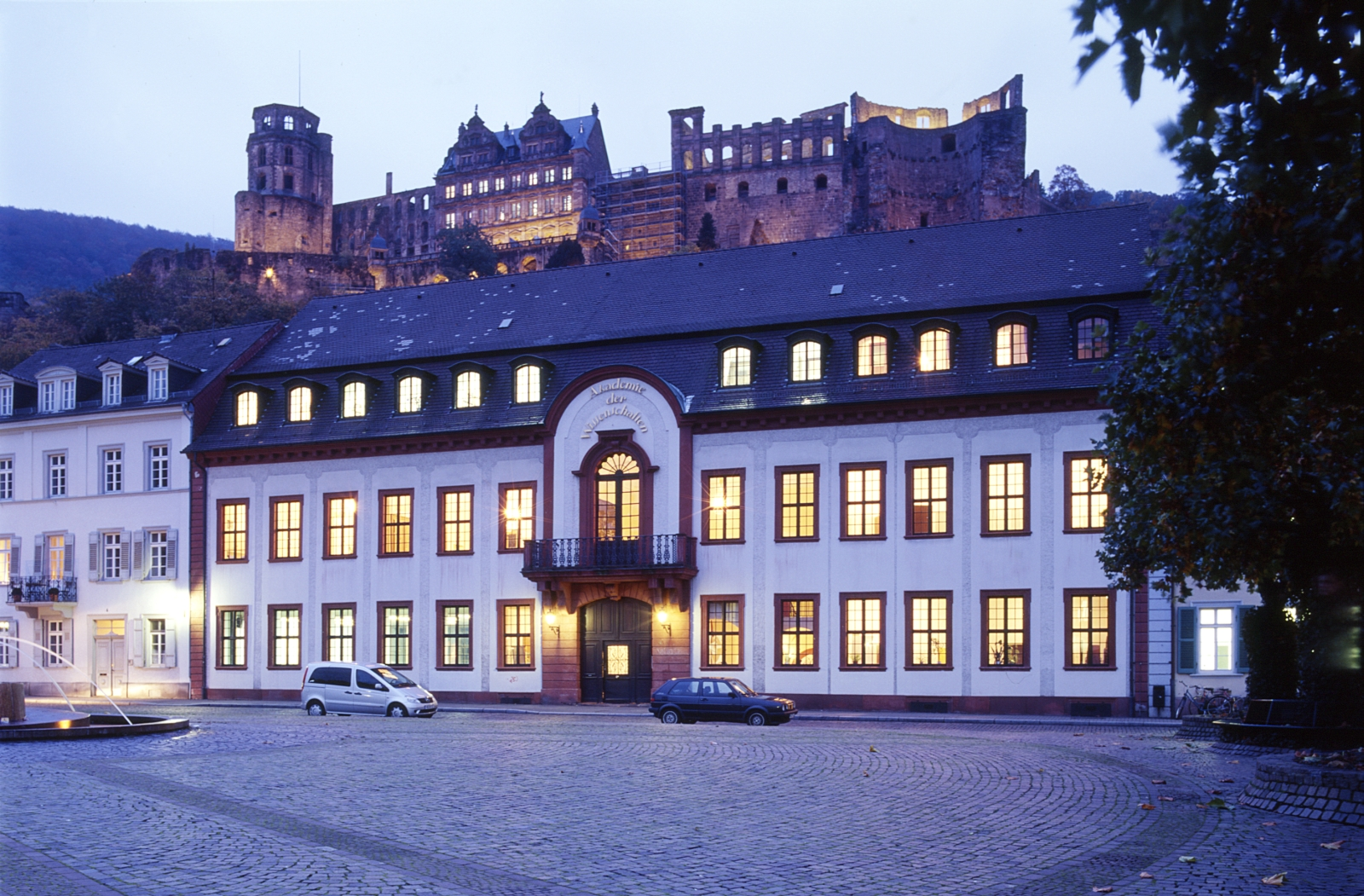
Dinh Đại Công tước, ngày nay là Học viện Khoa học Heidelberg

Dinh Đại Công tước do kiến trúc sư Louis Remy de la Fosse xây năm 1717 tại Quảng trường Karl (Karlsplatz) và từ năm 1767 thuộc sở hữu của tuyển hầu Karl Theodor. Từ năm 1805 đây là dinh thự của các đại công tước vùng Baden. Từ năm 1909 tòa nhà này là trụ sở của Học viện Khoa học Heidelberg.
Nằm về phía bắc của Quảng trường Karl trong khu phố cổ là Dinh Boisserée, dinh thự của gia đình quý tộc von Sickingen. Dinh thự nổi tiếng là do 2 anh em Sulpiz và Melchior Boisserée đã lưu trữ bộ sưu tập tranh của họ tại đây trong khoảng thời gian từ 1810 đến 1819. Johann Wolfgang von Goethe đã thăm viếng dinh thự vào năm 1814 và 1815, sống nhiều tuần với hai anh em Boisserée. Qua đó, ngôi nhà đã trở thành một trung tâm chính trị và xã hội. Ngày nay dinh thự là cơ sở giảng dạy của khoa Đức Ngữ trường Đại học Heidelberg.

### Thắng cảnh vùng lân cận
Đáng đến tham quan trong vùng lân cận Heidelberg trước nhất là các thành phố Speyer, Worms, Schwetzingen (đặc biệt là Lâu đài Schwetzingen, là lâu đài mùa hè của các tuyển hầu với công viên Anh rất đẹp), Ladenburg, Bruchsal (lâu đài theo phong cách kiến trúc Baroque), Mannheim với tháp nước xây theo phong cách Tân Nghệ thuật và Viện bào tàng Kỹ thuật hiện đại), Wiesloch, Eberbach và Erbach. Tại Sinsheim có Viện Bảo tàng Ô tô và Viện Bảo tàng Kỹ thuật.
Có thể đi tàu theo ngược sông Neckar hướng về thành phố Heilbronn dọc theo thung lũng thơ mộng với nhiều lâu đài nhỏ khác. Vào ngày thứ Bảy thứ nhì của tháng 8 có thể đi tàu thủy đến thành phố Koblenz và ngược lại để xem Lễ hội pháo hoa Rhein in Flammen được tổ chức hằng năm tại Koblenz / Spay và nhiều địa điểm khác.

## Kinh tế

### Du lịch
Năm 2004, 81,8% người dân thành phố làm việc trong ngành dịch vụ, bao gồm cả ngành du lịch. Nổi tiếng với du khách thế giới là một thành phố cổ, di tích còn lại từ thời kì Lãng mạn (Thời kì Rô-man - Romanticism), Heidelberg được đặt tên là "thành phố Lãng mạn". Heidelberg thu hút hơn 3,5 triệu lượt khách du lịch hằng năm. Người ta tổ chức rất nhiều sự kiện để thu hút du khách.

### Công nghiệp
Chỉ 18% dân số trong độ tuổi lao động làm việc trong ngành công nghiệp. In ấn và xuất bản là hai ngành quan trọng trong công nghiệp của Heidelberg. Ngoài ra, công nghệ thông tin cũng đóng góp một phần không nhỏ. Trụ sở toàn cầu của công ty phần mềm SAP AG được đặt tại Walldorf gần đó. Công ty cơ khí Heidelberger Druckmaschinen đặt trụ sở tại Heidelberg, và đặt nhà máy ở Walldorf. Công ty chế tạo bút Lamy có trụ sở và nhà máy ở Heidelberg-Wieblingen. Công ty sản xuất nước giải khát Wild-Werke, nhà sản xuất nước quả Capri-Sonne (tên sản phẩm tại Mỹ là Capri-Sun) cũng nằm ở gần đó, tại Eppelheim. Heidelberg cũng là nơi đặt trụ sở công ty HeidelbergCement, công ty sản xuất xi măng lớn thứ hai thế giới. Công ty này gốc xuất phát điểm tại vùng ngoại thành Leimen, nơi hiện vẫn đang đặt một nhà máy xi măng.

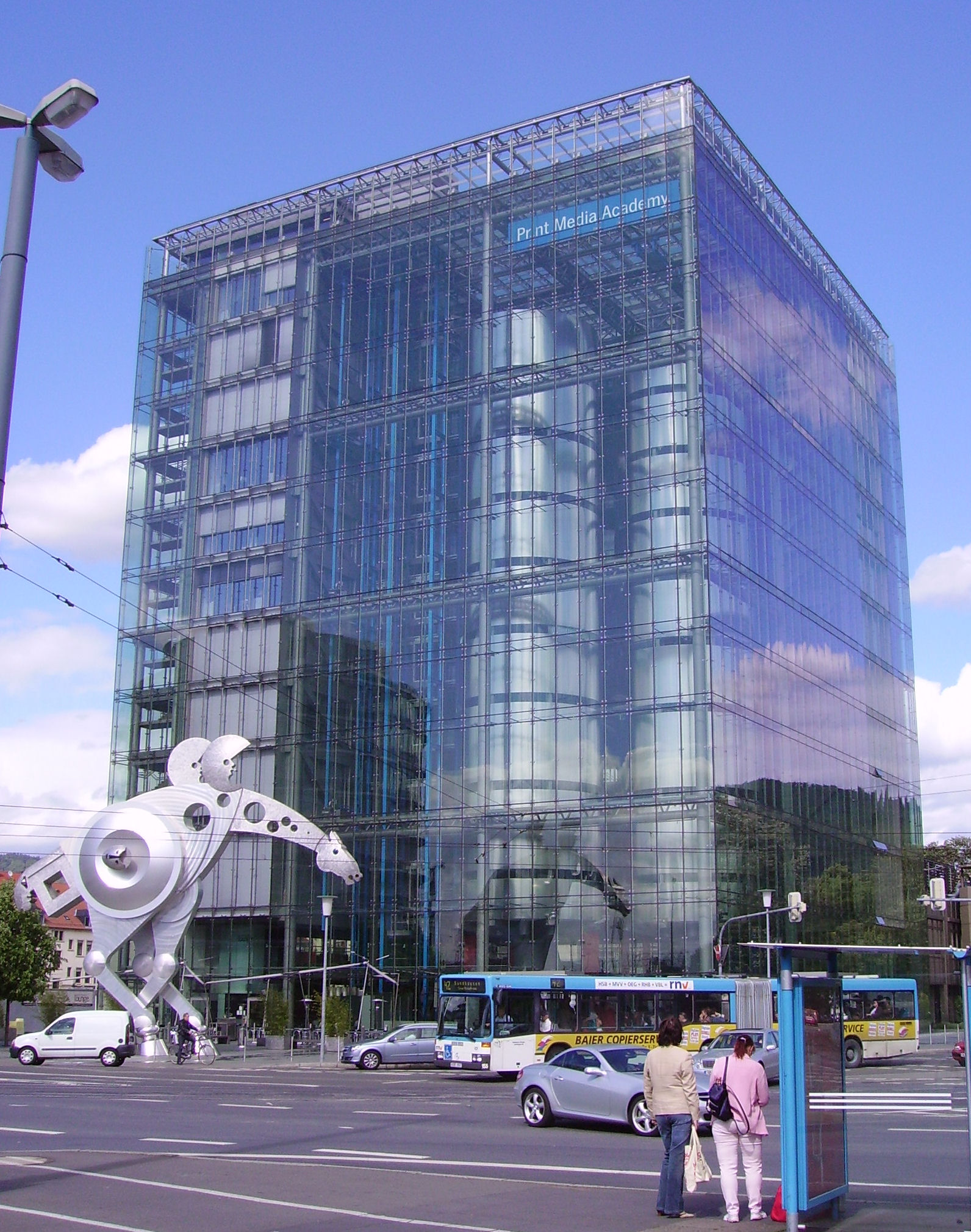
Print Media Academy.

### Thương mại
Heidelberg là điểm đến mua sắm lớn cho người dân từ các thị trấn lân cận. Các con phố mua sắm tập trung xung quanh khu phố cổ thường đông đúc người qua lại với nhiều cửa hàng, đặc biệt là phố Hauptstrasse rất dài và dẫn lối thẳng lên trung tâm du lịch là Lâu đài Heidelberg.

### Đường sá
Đường cao tốc quốc lộ cấp liên bang A 5 chạy qua vùng ngoại thành phía tây của Heidelberg, kết nối khu vực này với thành phố Frankfurt am Main ở phía bắc và thành phố Karlsruhe ở phía nam. Tuyến cao tốc A 656 bắt đầu ở khu vực phía tây của thành phố, kết nối Heidelberg với Mannheim. Cả hai tuyến cao tốc này cùng gặp nhau tại điểm giao cắt đường cao tốc Heidelberg nằm trong thành phố Heidelberg, và tuyến cao tốc A 656 kết nối với tuyến cao tốc A 6 tại điểm giao cắt đường cao tốc Mannheim, tuyến đường này kết nối phía đông về phía thành phố Stuttgart.
Thêm vào đó, đường tỉnh lộ cấp liên bang B 3 (tuyến từ Frankfurt–Karlsruhe) chạy dọc từ bắc xuồng nam xuyên qua thành phố, và tuyến đường lộ B 37 (tuyến từ Mannheim–Eberbach) xuyên ngang từ đông sang tây. Cả hai tuyến đường này cùng gặp nhau tại trung tâm thành phố, ở quảng trường Bismarckplatz. Tuyến đường tỉnh lộ cấp liên bang B 535 bắt đầu từ phía nam của Heidelberg và chạy thẳng tới Schwetzingen.

### Các tuyến đường phục vụ du lịch
Heidelberg nằm trên bốn tuyến đường phục vụ du lịch: Bergstraße, Bertha Benz Memorial Route, Castle Road, and Straße der Demokratie (Đường Dân chủ).

### Đường xe lửa
Nhà ga xe lửa trung tâm của Heidelberg (Heidelberg Hauptbahnhof) nằm trên tuyến Đường xe lửa thung lũng sông Rhine và là do công ty Intercity-Express đảm trách các tuyến tàu Euro City. Trạm tàu điện tại đây thuộc quản lý của công ty RheinNeckar S-Bahn.

### Phương tiện giao thông công cộng

Hệ thống xe điện (tramway) Heidelberg

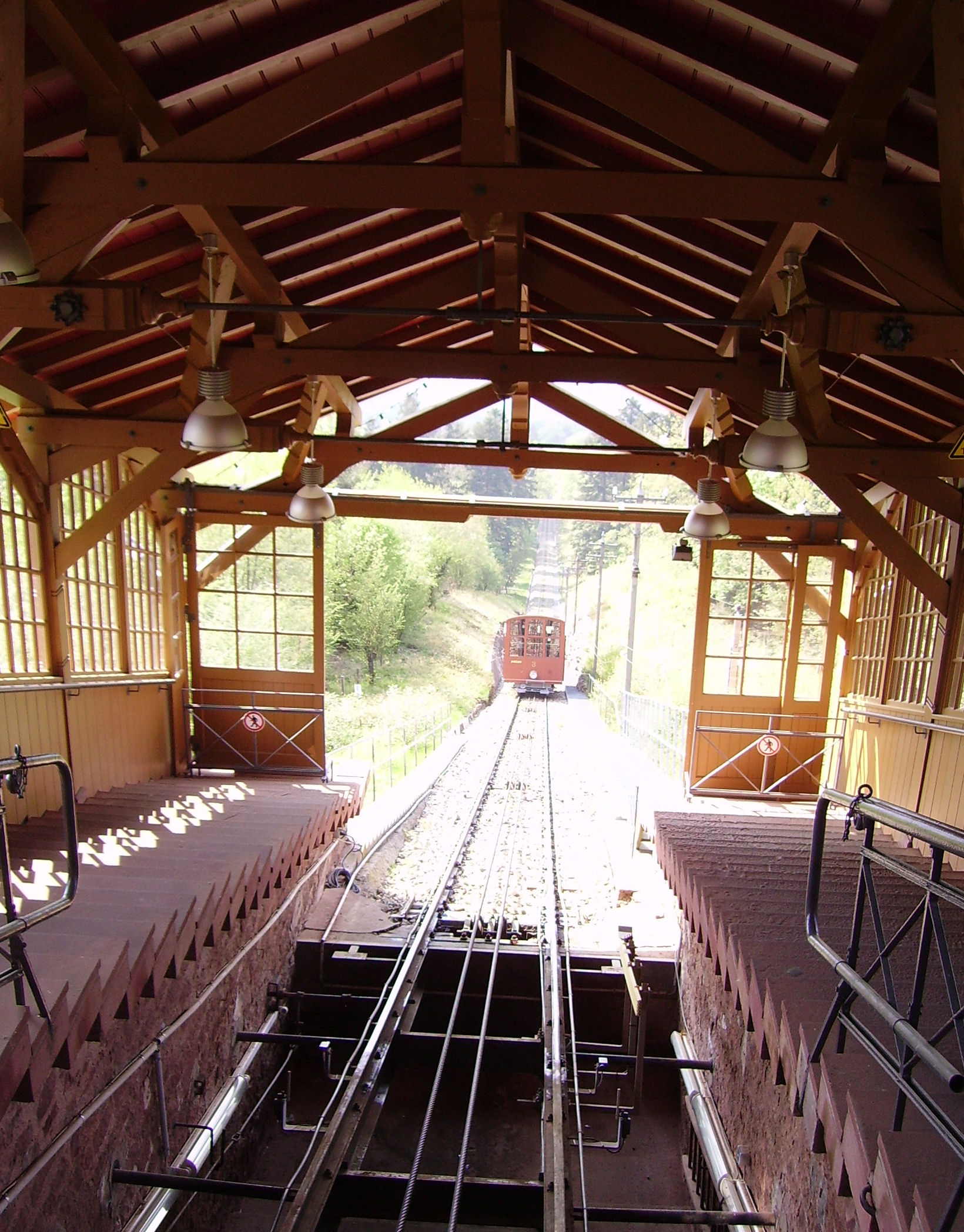
Ga cuối của tuyến đường sắt leo núi tại Königstuhl

Điểm trung chuyển kết nối giao thông chính tại Heidelberg là quảng trường Bismarckplatz. Một vài tuyến phố lớn xuyên suốt thành phố giao cắt nhau tại đây, và một trong những tuyến đường đi bộ dài nhất tại châu Âu là Hauptstraße (nghĩa là Phố chính) chạy từ đây xuyên suốt toàn bộ khu thành cũ Heidelberg. Nhà ga xe lửa trung tâm của Heidelberg Hauptbahnhof nằm ở gần đó trong rất nhiều năm, kết hợp vừa là nhà ga trung chuyển và là ga chót. Vào năm 1955, nhà ga được chuyển ra cách đó khoảng 1.5 km về phía tây, để giảm thiểu bớt việc các chuyến tàu suốt chạy tiếp từ bắc xuống nam hoặc từ nam lên bắc phải chạy lùi khi ra vào nhà ga. Nhà ga xe lửa trung tâm mới của thành phố trở thành điểm trung chuyển kết nối giao thông lớn thứ hai tại Heidelberg.
Heidelberg đã có dịch vụ giao thông công cộng kể từ năm 1883, khi các loại hình xe công cộng do ngựa kéo được tổ chức. Do nhận được sự bảo trợ đỡ đầu ngày một tăng lên nhanh chóng, người ta đã quyết định vào ngày 20 tháng 12 năm 1901, chuyển đổi mạng lưới tàu xe công cộng Heidelberg thành tuyến xe điện. Vào ngày 16 tháng 3 năm 1902, toa xe điện đầu tiên đã được khởi hành trên phố Rohrbacher Straße, dùng chung tuyến đường ray xe lửa ngoại vi thành phố do Deutsche Eisenbahn-Gesellschaft xây dựng năm 1901 giữa Heidelberg và Wiesloch. Cho đến những năm 1950s, mạng lưới tàu điện công cộng đã được mở rộng thêm một chút. Ngày càng nhiều người ưa thích xe ô tô và chuyển qua di chuyển bằng ô tô, do đó những người điều hành mạng lưới xe điện gặp ngày càng nhiều khó khăn, và mạng lưới xe điện dần dần bị xóa sổ. Cho đến tận ngày 10 tháng 12 năm 2006, mạng lưới này mới được mở rộng lại một lần nữa, với sự kiện khai trương tuyến đường xe điện mới từ Kirchheim. Dịch vụ xe điện và xe buýt hiện nay được phục vụ bởi công ty vận tải vùng Rhein Nachkar Rhein-Neckar-Verkehr (RNV). Kể từ năm 1989, tất cả giá vé tàu xe công cộng đều được giữ chung mức giá cố định theo hệ thống của Verkehrsverbund Rhein-Neckar (Tổ chức giao thông vận tải Rhine-Neckar - Rhine-Neckar Transport Association, VRN). Dịch vụ đi chung xe ô tô ngày càng phổ biến và là phương tiện kết hợp hữu hiệu với các tuyến vận tải công cộng. Hơn 50 trạm đi chung xe đang được sử dụng tại 12 trên tổng số 14 quận ở Heidelberg cung cấp tổng cộng hơn 100 xe ô tô.

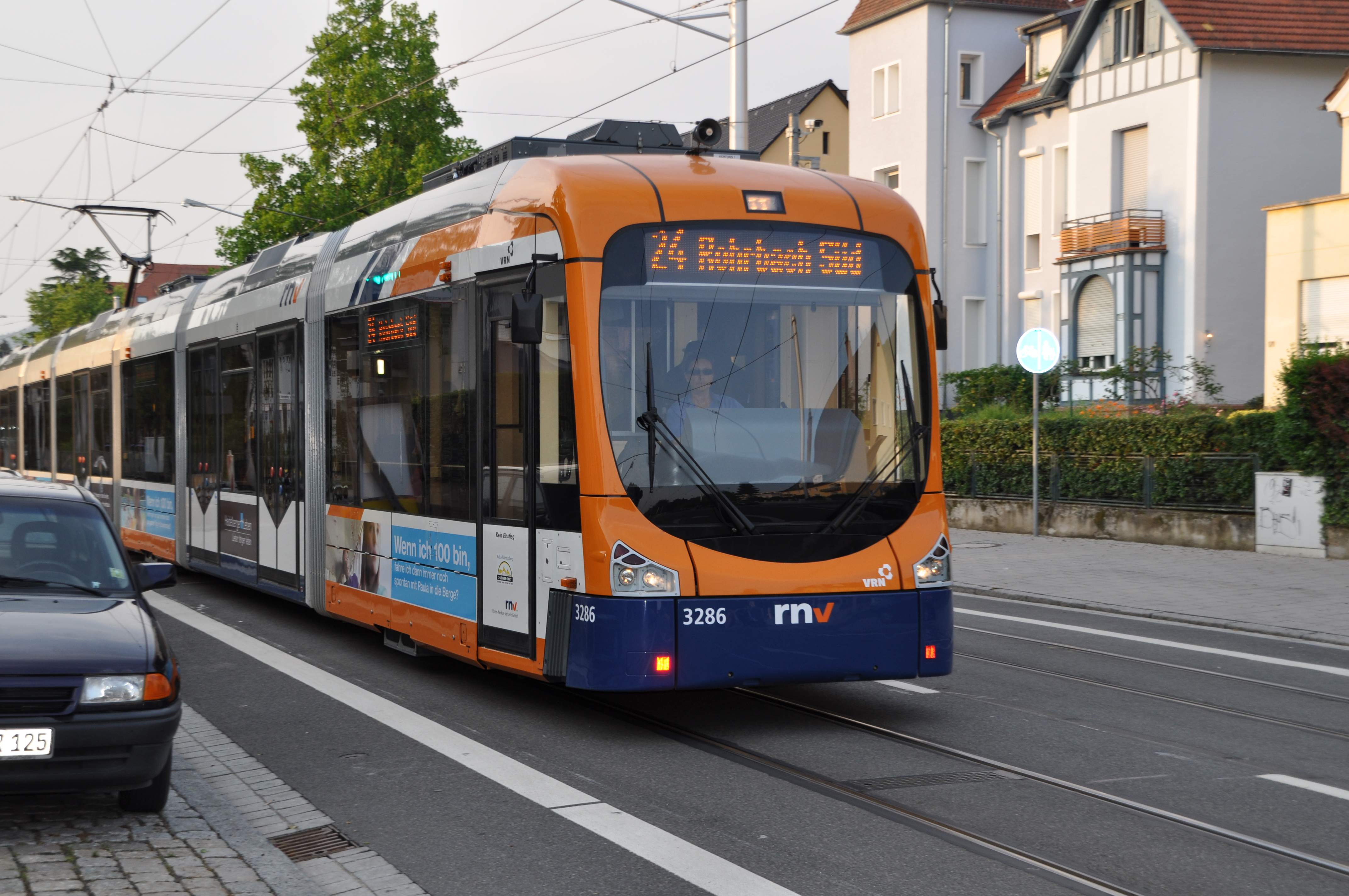
Tuyến tramway số 24 tại Rohrbach

Kể từ ngày 14 tháng 12 năm 2003, Heidelberg đã được kết nối với mạng lưới xe điện chạy trên phố Rhine-Neckar S-Bahn, mở ra phương tiện kết nối toàn bộ vùng Rhine-Neckar, với nhiều tuyến tàu chạy tới vùng Palatinate, Saarland và phía nam bang Hesse.
Heidelberger Bergbahn (Tàu lửa trên núi Heidelberg) đã đi vào hoạt động kể từ năm 2005 với các toa xe mới ở khu vực chân núi thấp, từ Kornmarkt tới Molkenkur, và các toa xe cổ được xây lên từ năm 1907 ở khu vực đỉnh núi, được kéo bằng cáp treo từ Molkenkur tới đỉnh Königstuhl thuộc Odenwald. Đây là một trong những phương tiện di chuyển phổ biến được nhiều người ưa chuộng để đi lên Lâu đài Heidelberg. Những kế hoạch xây dựng tuyến cáp treo leo núi đầu tiên được phác thảo vào năm 1873. Do thiếu nguồn tiền đầu tư, đoạn cáp treo đầu tiên đã không được hoàn thành để khai trương cho tới tận năm 1890. Vào năm 2004, phần đỉnh của tuyển cáp treo đã được đề vào danh sách như một phần di sản của bang Baden-Württemberg.

### Căn cứ quân sự Hoa Kỳ
Heidelberg là một trong số ít những thành phố lớn của Đức không bị tấn công và tàn phá bởi bom đạn của quân đội Đồng minh, vì đây là trụ sở chính của quân đội Hoa Kỳ tại châu Âu trong Chiến tranh thế giới thứ hai và hiện nay, nhiều căn cứ vẫn còn đang hoạt động, bao gồm lực lượng của Mỹ, Âu châu và NATO. Nhà ở và trường học dành cho gia đình quân nhân Hoa Kỳ được đặt trong phạm vi căn cứ.
Trại Campbell và làng Mark Twain đều nằm ở khu vực Südstadt; Trại Patton ở khu vực Kirchheim ngay bên cạnh. Nachrichten Kaserne nằm ở Rohrbach và là nơi đặt Bệnh viện Quân đội Heidelberg trước đây, giờ được tái tổ chức lại thành Trung tâm Y tế sức khỏe Heidelberg. Làng Patrick Henry, là khu vực nhà ở lớn nhất trong vùng Heidelberg của quân đội Hoa Kỳ, nằm ở phía tây Kirchheim. Những căn cứ quân sự này, bao gồm cả trại Tompkins và Kilbourne Kaserne ở vùng Schwetzingen gần đó, cộng với kho chứa quân nhu Germersheim, đã từng gộp lại thành khu căn cứ quân sự Hoa Kỳ Heidelberg. Trại Tompkins là nơi đặt trụ sở cơ quan chỉ huy quản lý căn cứ quân sự Hoa Kỳ khu vực châu Âu (U.S. Army Installation Management Command Europe Region Lưu trữ ngày 12 tháng 12 năm 2012 tại archive.today). Sân bay quân dụng Hoa Kỳ Heidelberg (Heidelberg AAF) đã được chuyển đổi thành sân bay dành cho trực thăng (hầu hết là các trực thăng Blackhawk) sau chiến dịch Kosovo của NATO.
Con cái của nhân viên Bộ quốc phòng Hoa Kỳ làm việc tại trụ sở Heidelberg thường đi học tại các trường nằm trong căn cứ, do DODDS-E (Department of Defense Dependents Schools – Europe) tổ chức. Có ba trường học dạng này tại đây: Heidelberg High School - trường phổ thông trung học Heidelberg tại làng Mark Twain (Trường tiểu học Mark Twain đã ngừng tuyển sinh sau khi kết thúc năm học 2010–2011), và Heidelberg Middle School - trường trung học cơ sở và trường tiểu học Patrick Henry tại làng Patrick Henry.

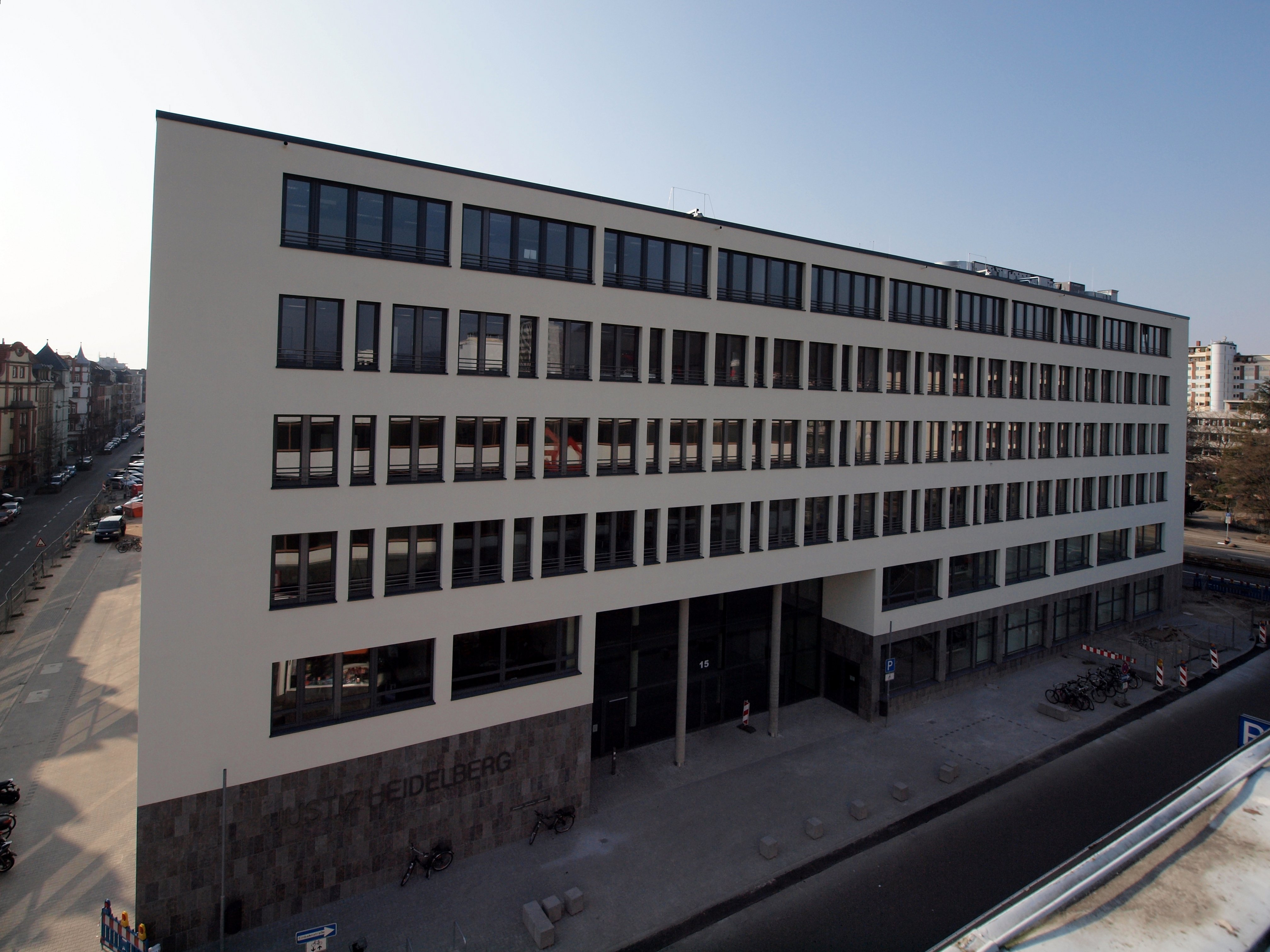
Behördenzentrum Heidelberg.

Tuy nhiên, vào ngày 19 tháng 10 năm 2009, quân đội Mỹ tuyên bố sẽ xây dựng trự sở mới cho USAREUR tại Wiesbaden. Trong năm 2012 đến năm 2013, căn cứ này sẽ được chuyển dần đến Wiesbaden, thủ phủ bang Hesse và mọi lực lượng vũ trang của Hoa Kỳ sẽ rời khỏi Heidelberg trước năm 2015 . Các khu vực trại lính và nhà ở sẽ được giao lại cho chính quyền bang bên phía Đức để chuyển đổi sang mục đích dân sự.